# Історія димного пороху

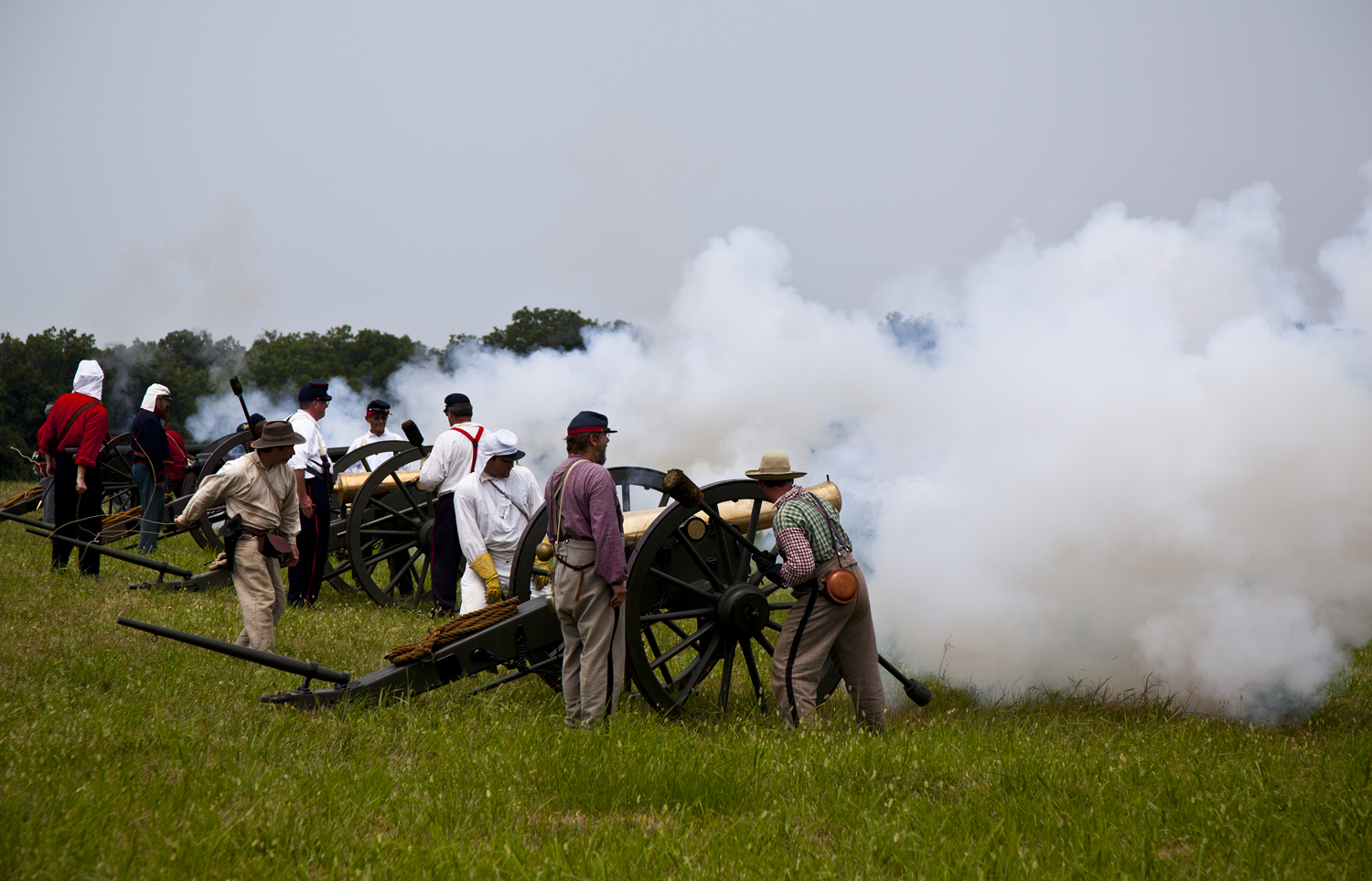
Щільний пороховий дим від пострілів гармат на історичній реконструкції

Димний порох або чорний порох — перша вибухова речовина, створена людством. Традиційний димний порох складається з селітри (передусім калієвої, але необов'язково), сірки та деревного вугілля, хоча ранні прототипи пороху могли містити замість деревного вугілля мед або рослинні матеріали.[⇨]
Димний порох виник у Китаї в результаті алхімічних експериментів близько середини IX століття нашої ери. Ранні порохові суміші мали запалювальну, а не вибухову дію. Протягом X століття порох почав отримувати військове застосування у формі вогневих стріл і запалювальних бомб, а під час сунсько-цзіньських війн XII століття в Китаї розпочалось його масове застосування. У XIII столітті почали поширюватись порохи з більшим вмістом селітри, здатні до вибуху. Перша вогнепальна зброя, як гармати й ручниці з металевими стволами, також виникла в Китаї наприкінці XIII — початку XIV століття й швидко стала одним з головних засобів ведення війни.[⇨]
До Європи вогнепальна зброя потрапила на початку XIV століття й отримала розвиток передусім як облогова зброя у формі бомбард різних розмірів. Наприкінці XV століття європейці винайшли зброю, що зазнала відносно невеликих конструкційних змін до середини XIX століття — класичні гармати, мушкети й гарматні кораблі. Висока вартість вогнепальної зброї й супутніх засобів та дорожнеча оборонних фортифікацій, здатних протистояти артилерії, були одними із ключових чинників становлення централізованих держав у Європі з їхньою фіскальною політикою та регулярними арміями замість роздроблених феодальних. Ці держави змогли проводити агресивну зовнішню політику й колонізувати значні території по всьому світу.[⇨]
Димний порох був єдиною вибухівкою, доступною людству до XIX століття: він був метальною речовиною вогнепальної зброї та ракет, наповнювачем для бомб і гранат, вибухівкою для феєрверків і гірничої справи. Лише в другій половині XIX століття почали з'являтись речовини, ефективніші для конкретних завдань: бездимні порохи на роль метальних речовин, пікринова кислота й ТНТ для вибухових снарядів і динаміт для буропідривних робіт. Димний порох залишився ключовим засобом для феєрверків, а також для деяких нішових завдань у різних галузях.[⇨]

## Поява пороху

### Передумови
Головною передумовою для можливості створення пороху була селітра, передусім калієва (нітрат калію, KNO3). Кальцієва, натрієва й магнієва селітри (або їхні суміші) також годяться для пороху, але розрізняти їх навчились значно пізніше від появи пороху. На відміну від сірки та деревного вугілля, добре відомих людству з доісторичних часів, селітра формується в специфічних кліматичних умовах — за достатньо високої температури та підхожої вологості, тому в Китаї, Індії та Аравії було значно більше покладів, ніж у Європі.
На початку нашої ери в Китаї вже були відомі селітра та її очищення. Алхімік Тао Хунцзін у роботі «Беньцаоцзін Цзічжу» («Зібрані коментарі до “Беньцаоцзін”»; 492 рік) вперше описав фіолетове полум'я, отримане за допомогою калієвої селітри та деревного вугілля. Практично всі відомі алхімічні праці династії Тан (618—907) так чи інакше описували селітру та реакції з нею, також була відома її вогненебезпечність. В Аравії та Європі перші згадки про калієву селітру датуються серединою XIII століття та часто вказують на китайське походження.

### Перші згадки про порох

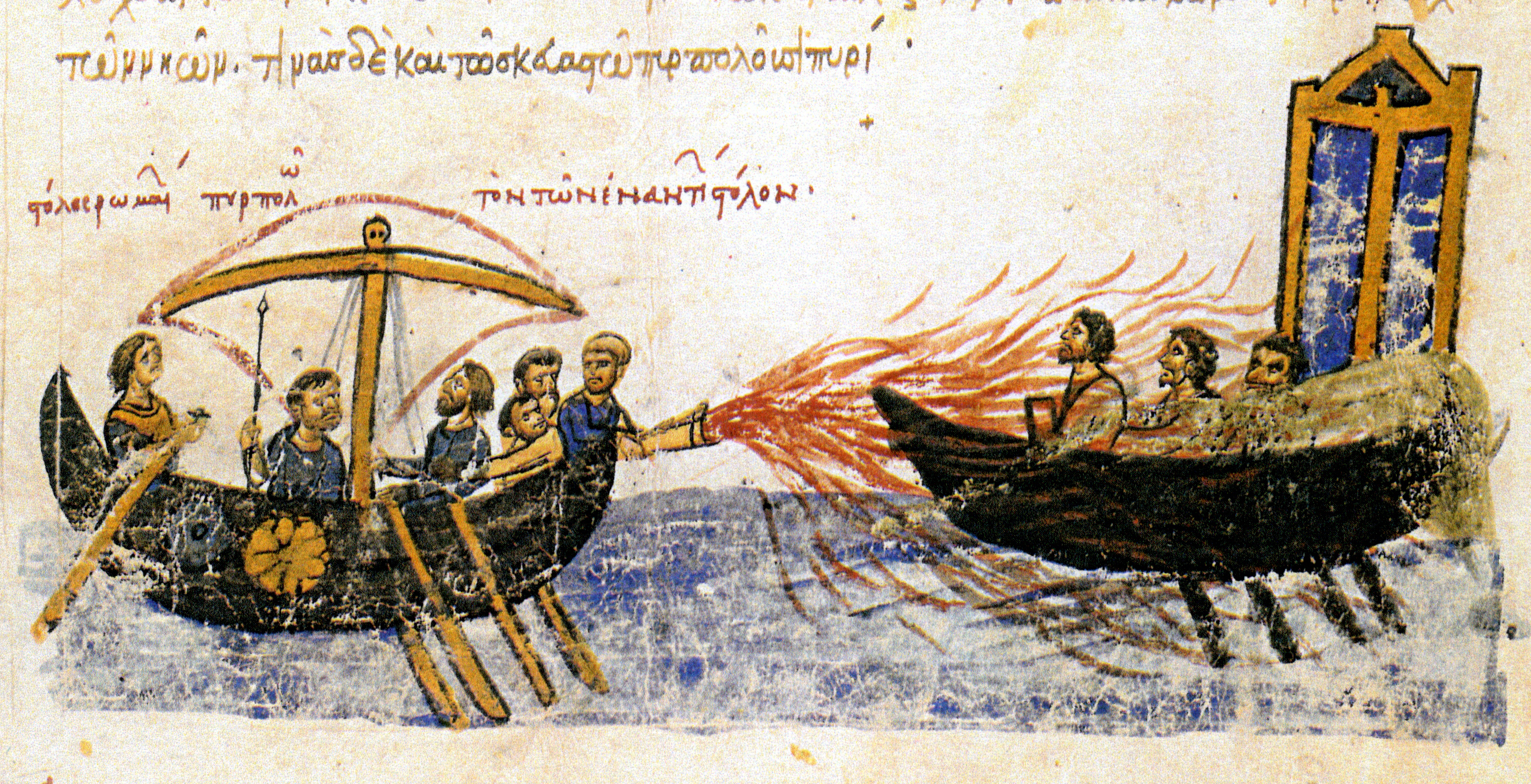
До появи пороху люди застосовували різноманітні запалювальні засоби, як то підпалені стріли та вогнемети. Такі засоби були відомі в Китаї до появи пороху.

Найдавнішу згадку про порох міг залишити китайський алхімік Вей Боян, який у «Цаньтун Ці» («Книга про поєднання трьох [неба, землі та людства]») 142 року н. е. описав суміш трьох порошків, що при нагріванні «несамовито літає й танцює». Вей не назвав ці речовини, тож ця згадка не підтверджена, однак у роботі описані експерименти з селітрою, сіркою та деревним вугіллям окремо, тому потенційно це міг бути порох.
Порох походить із дослідів даосистських алхіміків в період династії Тан, що розробляли лікарські засоби, в тому числі вели пошуки «еліксиру безсмертя». Достеменно не відомо, коли саме три речовини змішали вперше та виявили запалювальну або вибухову сутність. Одне з найперших свідчень трапляється в роботі «Цяньґун Цзяґен Чжіяо Цзічен» 808 року, де згадано про змішування 6 частин селітри, 6 частин сірки та 1 частини сушеного хвилівника. У посібнику «Чженьюань Мяодао Яолюе» середини IX століття наведено 35 небезпечних сумішей, одна з яких схожа на порох: «дехто нагрівав разом сірку, реальгар та селітру з медом; дим [і полум'я] стали наслідком, їхні руки й обличчя були обпечені, цілий будинок згорів». Порох назвали «вогневими ліками» (кит.: 火藥; акад.: хо яо). Це слово практично завжди означає саме порох у китайських текстах, у китайській мові його донині називають цим словом.
Ймовірно, найдавніше задокументоване військове застосування пороху датоване 904 роком, наприкінці династії Тан. Полководець Ян Сінмі, атакуючи місто Юйчжан (нині Наньчан), наказав вивільнити «летючий вогонь» (飛火, фей хо) та спалити ворота. Цей термін у китайських джерелах зазвичай позначав порохову зброю, тож цілком можливо, що йшлось про використання вогневих стріл на основі пороху. Звичайні запалювальні стріли вже давно були відомі в Китаї, тож таке застосування запалювального пороху було б найочікуванішим. На думку історика Джозефа Нідема, цей текст може свідчити про застосування пеньхоці (вогнемета, подібного до «грецького вогню») разом з пороховмісним ґнотом, оскільки достеменно відомо про застосування такого вогнемета 919 року.

### Хибні та сумнівні теорії
Існують численні хибні уявлення про походження пороху. Наприклад, деякі версії стверджують, ніби порох виник у Європі, Індії, Аравії чи Персії й пізніше потрапив до Китаю. Сучасні історики відкидають ці гіпотези з низки причин. По-перше, найдавніша відома історикам згадка пороху в Європі датована 1267 роком, а перші збережені рецепти — близько 1300. При цьому безсумнівні докази існування пороху в Китаї трапляються на сотні років раніше. Наприклад, перші військові рецепти пороху та будова зброї там описані 1044 року. По-друге, лише в Китаї прослідковуються знання про селітру та еволюція пороху від запалювальної суміші для вогневих стріл до вибухівки й метальної речовини спочатку для примітивних вогневих списів, а пізніше — ракет і гармат. Таким чином, серед сучасних істориків є широкий консенсус, що і порох, і вогнепальна зброя, походять із Китаю. По-третє, перші знані рецепти пороху в Європі та Аравії мають чіткі риси китайських порохів, як то додавання арсену, ртуті та камфори, що не покращують якості пороху.
Однією з головних проблем визначення перших згадок є термінологія. Деякі поняття змінювали свою сутність з появою пороху, однак не отримали нових назв. Зокрема, порохові петарди успадкували свою назву від гучного лускання бамбукових стебел при нагріванні, через що виникли хибні інтерпретації, ніби порох міг з'явитись значно раніше, ще до нашої ери. Також у Китаї здавна були поширені вогневі стріли (火箭, хо цзянь). З появою пороху їхня назва не змінилась — щобільше, те саме слово пізніше стало означати й ракети, тому автори історичних робіт неодноразово помилялись у трактуваннях текстів з такими термінами. Також з неправильним трактуванням оригінальних джерел пов'язана помилкова думка про те, що китайці нібито використовували порох для феєрверків з VII століття чи раніше.

## Поширення ранньої порохової зброї в Китаї
На Заході існує поширене хибне уявлення, нібито китайці ніколи не використовували порох у військових цілях, лише для феєрверків і дитячих петард. Це не відповідає дійсності: в Китаї виникло широке різноманіття порохової зброї, яку масово виготовляли та широко використовували в конфліктах.
Численні китайські військові компендіуми, як то «Уцзін Цзун'яо» («Збірник найважливіших військових методів»; 1044 рік), «Холунцзін» («Посібник вогняного дракона»; 1350—1412), «Цзісяо Сіньшу» («Новий трактат про військову та морську ефективність»; 1560), «Убей Чжі» («Трактат про технології озброєння»; 1628) подають рецепти пороху та будову зброї, серед якої вогневі стріли, вогневі списи, ручні гранати, бомби для метальних машин, ручниці, гармати, вогнемети, ракети, наземні та морські міни, а також незвичайні зразки, як то озброєні пороховими зарядами птахи чи тварини. Про активне виготовлення й застосування порохової зброї свідчать офіційні історії династій, довідники лейшу та численні тогочасні звіти.

### Північний період династії Сун

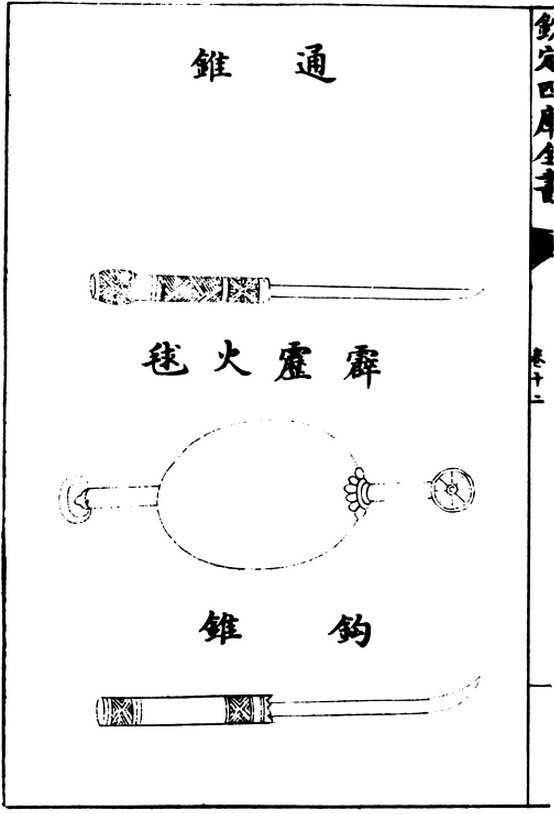
«Громова бомба» з компендіуму Уцзін Цзун'яо (1044)

Порох набув поширення за північного періоду династії Сун (960—1127), коли він став частиною державної політики. Уряд заохочував порохові інновації, але надавав обмежений доступ до інформації й забороняв продаж пороху та складників чужинцям. Наприклад, 970 року майстер Фен Цзішен демонстрував імператору вогневу стрілу, за 30 років такі стріли та «вогневі кулі» (火球, хо цю) показував військовик Тан Фу, а 1002 року дехто Ші Пу справив на правителя таке враження вогневими кулями та стрілами, що той наказав поширити його винаходи країною. Зрештою виробництво пороху набуло значного масштабу, було засновано великі мануфактури. Переважна частина пороху йшла на вогневі стріли: наприклад, з офіційної історії Сун відомо, що 1083 року адміністрація спрямувала 100 тисяч таких стріл до одного гарнізону й 250 тисяч до іншого. Крім того, Сун виготовляли запалювальні вогневі бомби для требушетів (火砲, хо пао), перша згадка про які відома з 1004 року. Відомі згадки, хоча й значно менш численні, про застосування пороху династіями Ляо та Західна Ся.
Перші збережені рецепти пороху, придатного для військового застосування, записані в компендіумі «Уцзін Цзун'яо» 1044 року, створеному за вказівкою правителів Сун. Формули мали різні пропорції основних компонентів і різноманітні домішки: свинцеві білила, віск, соснова смола, арсен тощо. Рецепти пороху в «Уцзін Цзун'яо» виглядають так :
- 40 унцій селітри, 14 унцій сірки, 7 унцій (імовірно) грудкуватої сірки, 14 унцій соснової смоли, а також по 1 унції конопляних коренів, сушеної лакової смоли, арсену, свинцевого білила, бамбукових коренів, сурика; по 0,5 унції жовтого воску, тунгової олії; і ще по 0.1 унції «чистої» та «густої» олій. З огляду на відсутність вугілля Нідем називає це прото-порохом, однак він усе ж містить вуглецеві сполуки. Частка селітри в цьому рецепті становить 50—55 %, залежно від оцінки.
- 40 унцій селітри, 20 унцій сірки, 5 унцій грубого деревновугільного порошку; по 2,5 унції смоли, сушеної лакової смоли, тунгової олії, «леткої» олії й воску; по 1,1 унції бамбукових і конопляних коренів. Частка селітри в цьому рецепті становить 50—61,5 %, залежно від оцінки.

Низький вміст селітри означав запалювальну, а не вибухову дію сумішей. Це підтвердили й сучасні реконструкції, які показали, що ранні порохи потребували відкритого доступу до кисню. Ці суміші не були придатні для ракет і гармат, натомість пасували вогневим стрілам і запалювальним бомбам. Також в «Уцзін Цзун'яо» описано низку інших знарядь: «громова бомба» (霹靂炮, пі лі пао) — бамбукова ємність з порохом, яка вибухала, скоріше за все, не від порохового вибуху, а від тиску розігрітого повітря; «шипаста вогняна куля» (治理火球, чжи лі хо цю) — запалювальний снаряд з шипами для прикріплення до будівель і парусів кораблів. Існувало й багато рецептів димових і отруйних сумішей на основі пороху.

### Сунсько-цзіньські війни

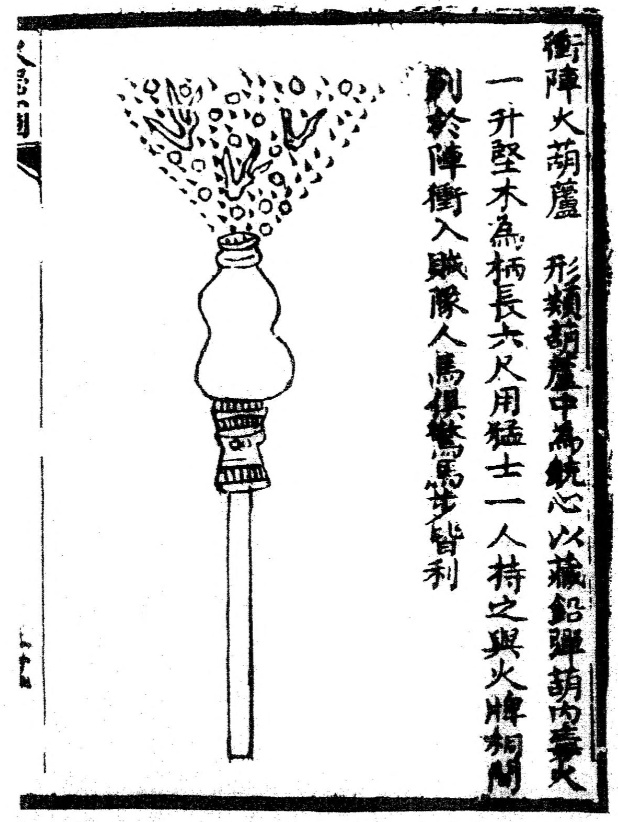
Вогневий спис з Холунцзін (XIV століття)

В XI столітті порох ще був державною таємницею та за відносно мирних умов не зазнавав всеосяжного поширення. Доба порохової зброї розпочалася в Китаї лише в XII столітті, коли швидка поява династичної держави Цзінь (1115—1234) сколихнула Китай. Вона швидко завоювала територію слабших династій та почала атаки на Сун, знані як сунсько-цзінські війни. Столиця Кайфен мала розвинену оборону, а її захисники 1126 року зустріли ворогів з вогневими стрілами, запалювальними бомбами та «громовими бомбами». Тоді Цзінь відступили й повернулись за кілька місяців зі значно сильнішою армією, отримавши багато інформації про порох від захоплених раніше сунських вояків і майстрів. Друга битва за Кайфен 1126—1127 років стала першим детальним описом порохової війни. Цзінь використовували порохові вогневі стріли та катапульти з пороховими бомбами, а до асортименту Сун додались «бомби з розплавленим металом» (金汁炮, цзін чжі пао). Останні, ймовірно, були призначені для запуску з катапульт. Цзінь перемогли в цій битві, й Сун були змушені оголосити столицею Ханчжоу. Сунсько-цзінські війни призвели до змін і в морських битвах. 1129 року Сун розпорядились встановити на всі кораблі требушети для метання бомб, що відіграло важливу роль у морських сутичках між Цзінь і Сун.
В облозі Деаня (нині Аньлу) 1132 року трапляється перша відома згадка про застосування вогневого списа (火槍, хо цян) — прообразу ствольної вогнепальної зброї. Перше його зображення датоване ще 950 роком, короткі згадки про дещо подібне були в одному сунському тексті 1000 року та в «Уцзін Цзун'яо», однак тільки з середини XII століття вогневі списи набули поширення. Деань був під добре організованою облогою. Цзінь застосовували катапульти та порох, перекрили місту постачання, збудували облогові вежі. Комендант міста вдало тримав облогу, а коли вежі наблизились до стін, атакував наступаючі війська піхотою. Його вояки були озброєні вогневими списами та іншою зброєю для атак на піхоту, а вежі пізніше знищували підпаленими фашинами. Історик Пітер Лордж (англ. Peter Lorge) відзначив, що слово на позначення пороху в той час змінилось. Якщо раніше це були «вогневі ліки» (хо яо), то тепер це стали «вогняно-бомбові ліки» (火炮藥, хо пао яо), що може вказувати на більш нестабільну (вибухову) суміш з більшим вмістом селітри. Таким чином, імовірно, що вогневі списи вже вивергали вогонь на певну відстань. Подібне протипіхотне застосування засвідчене й іншими тогочасними згадками: наприклад, 1163 року сунський полководець Вей Шен використовував вози з вогневими списами (如意戰車, жу ї чжан че).
На початку XIII століття почали набувати поширення, ймовірно, справді вибухові бомби. В облозі Сян'яну (1206—1207) більша частина зброї була запалювальна, в тому числі стріли та вогневі бомби. Але свідчення очевидців з цієї битви стали першими, в яких «громовим бомбам» приписують вагоме значення. За їхніми словами, перша й друга атаки цими бомбами змусили цзіньців відступити до табору на березі річки, а в третій сунські кораблі вночі підійшли до нього та атакували арбалетами, вогневими стрілами, бомбами та рукопаш, знищивши значну частину вояків. «Громові бомби» згадували й раніше, але, скоріше за все, тільки на межі XIII століття вони стали по-справжньому вибуховими.
Невдовзі після цього з'явились перші безсумнівні зразки вибухових бомб. Легенда приписує їхню появу мисливцю Тє Лі (буквально «Залізний Лі»), що близько 1189 року нібито начиняв керамічні пляшки порохом, і від вибуху перелякані лисиці бігли в його пастки. Легенда не має надійних доказів. Перше свідчення про «залізні бомби» (鐵火砲, тє хо пао) датоване 1221 роком, коли Цзінь обложили місто Цічжоу. Ця битва, можливо, є першою в історії людства облогою, в якій вибухові бомби стали вирішальним фактором. Сунський полководець Чжао Южун згадував про вогневі списи, залізні бомби, шкіряні бомби, паперові бомби, вогневі стріли та «вогневих птахів». В інвентарі сунців він наводить 3 тисячі «шипастих бомб» і 20 тисяч «великих шкіряних бомб» (皮大炮, пі да пао) разом з іншими пороховими засобами. Цзіньці мали значну чисельну перевагу та активно застосовували метальні машини з кам'яними та вибуховими снарядами. Южун описував, що ці снаряди були схожі на гарбузи, зроблені з сирого заліза завтовшки близько 5 см, і стверджував, що вони знищували людей і споруди.

### Монгольське завоювання Китаю
Вторгнення в державу Цзінь монгольський хан Чингісхан розпочав 1211 року, однак тоді монголи ще не були знайомі з порохом. Про початок використання ними порохових бомб відомо щонайменше з часів облоги цзіньської столиці Кайфен 1232 року. Цзіньські оборонці також застосовували порох: зокрема, офіційна історія династії свідчить про застосування «громових бомб, що стрясають небеса» (震天雷, чжень тянь лей). У текстах вони описані, як залізні посудини, начинені порохом, що «вибухають з розкатами грому, що їх чутно за 100 лі [40-50 км], спалюють понад пів му [300 м²] землі, а вогонь навіть може пробити залізну броню.» Нідем ототожнює «залізні бомби» та згадувані з 1231 року «бомби, що стрясають небеса». Цзіньці також застосовували нові вогневі списи — «списи з летючим вогнем» (飛火槍, фей хо цян). Їх виготовляли з кількох шарів паперу, набивали порохом і шматками заліза. За свідченнями, ця зброя вивергала полум'я на відстань близько 3 метрів.
Після падіння династії Цзінь 1234 року Чингісхан вирішив розпочати війну проти династії Сун. На той час порохова зброя вже відігравала провідну роль у боях, швидко еволюціонуючи. 1237 року монгольська армія атакувала місто Аньфен пороховими бомбами. За свідченнями, «сто людей запускали одну бомбу, і якщо така влучала в башту, то розносила її на шматки.» Смерть великого хана 1257 року призупинила бої, однак 1268 вони розгорнулись із новою силою, й порох знову був ключовою зброєю на полі бою. Наприклад, під час облоги міст-фортець Сян'ян і Фаньчен (1268—1273), що захищали важливий прохід до ріки Янцзи, двоє чоловіків на прізвище Чжан зібрали загін вояків на кораблях і з важкими боями змогли доставити припаси до міста з допомогою порохової зброї. 1274 року монгольський полководець Баян у битві за місто Шаян після невдалого штурму дочекався підхожого вітру, після чого почав закидати місто «бомбами з розплавленим металом».

### Поява вогнепальної та ракетної зброї

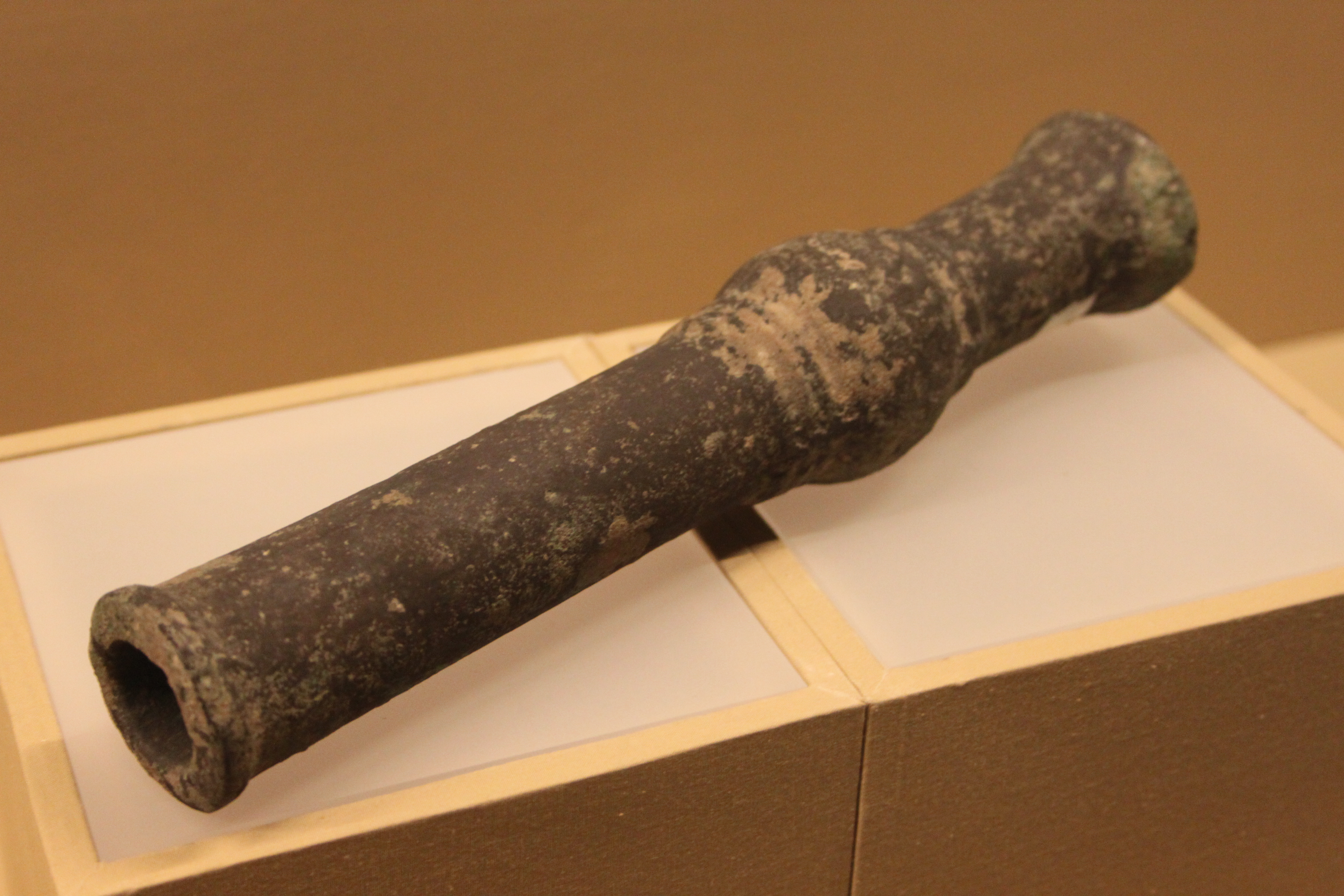
Бронзова гармата часів династії Юань

Монгольська експансія відіграла значну роль у поширенні пороху, однак монголи не мали таку розвинену документацію, як китайці, відповідно, інформації від них менше. За часів династії Юань (1279—1368), заснованої монголами, теж походить мало збережених документів у порівнянні з іншими династіями, але саме в цей час почала поширюватись первісна вогнепальна зброя, що викидає снаряд через металевий ствол, така як ручниці та гармати.
Вогневі списи були начинені керамічною чи металевою картеччю, що просто викидалась зі ствола при пострілі. Історики назвали таку прото-вогнепальну зброю ковіативною (англ. coviative). Вона була здатна завдавати шкоди, однак була слабка й недалекобійна. Впродовж кінця XII—XIII століття вогневі списи породили низку споріднених знарядь, які історики називають «вивержувачами» (англ. eruptors). Їх часто монтували на возах. Компендіум «Холунцзін» містить значну кількість подібних описів з екзотичними назвами, причому деякі з них випускали не лише вогонь, але й отруйні речовини, пісок, шматки порцеляни чи свинцю абощо. У часи монгольсько-сунських війн вогневі списи та інші вивержувачі набули значного поширення.
В одному звіті 1257 року згадано «вогнеметну трубку» (突火筒, ту хо тун), а двома роками пізніше — «вогнеметний спис» (突火槍, ту хо цян), зроблений з бамбука, та снаряд з пижем. Це, можливо, найперший зафіксований опис кулі як снаряда вогнепальної зброї. Однак повноцінна гармата вимагала б міцнішого матеріалу, ніж бамбук. Серед істориків усталеним є погляд, що перехід до металевих стволів відбувся близько 1280-х років.
Археологічні знахідки подають дещо неоднозначну картину. Найдавніша точно датована гармата, знайдена в Шанду у Внутрішній Монголії, виготовлена 1298 року. Вона була невеликого розміру, типово для свого часу: вага близько 6 кг і довжина 35 см. На ній нанесено дату й серійні позначення — отже, це вже результат певної систематизації та серійного виробництва, яким мали передувати роки досліджень. Існують і давніші зразки без точного датування. Для однієї з гармат, знайденої в Хейлунцзяні, контекст дає підстави для датування близько 1288 року, коли юаньці придушували місцеве повстання. Однак 1980 року китайські археологи віднайшли в Ганьсу 108-кг бронзову гармату, контекст якої свідчить про її походження з династії Західна Ся та 1214—1227 років. Гармата мала калібр близько 120 мм, а всередині неї знайдено 90-мм залізне ядро та 100 грамів пороху. Пізніше неподалік знайшли меншу гармату з аналогічним контекстом. Ці зразки мали неоднорідне лиття й примітивну будову. Таким чином, важко встановити точний час появи гармат, однак це точно відбулось протягом XIII століття.
Китайські ракети являли собою довгі стріли, до яких прикріплено циліндри, заповнені порохом, що утворювали найпростіші ракетні двигуни. Про час походження ракет відомо мало. Нідем припускав, що вони з'явились приблизно між 1150 і 1350 роками, коли датований перший опис у компендіумі «Холунцзін».

## Поява пороху поза Китаєм

### Перші згадки в Аравії

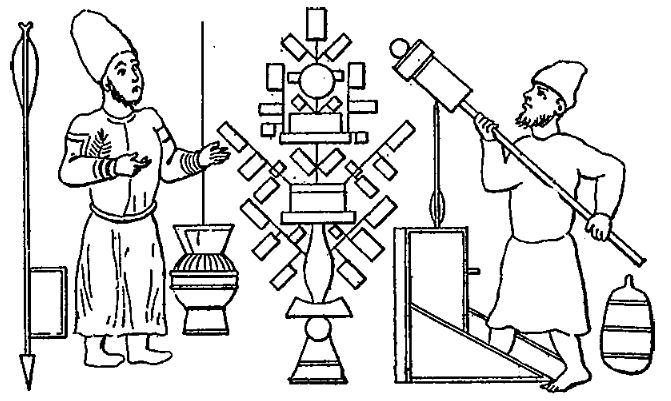
Арабські порохові знаряддя з манускрипта Жевуського (~1320-1350): вогнева стріла, феєрверк і модфа

Араби, завдяки яким мусульманська культурна сфера простягнулась від Індії до Іберії, відіграли певну роль у поширенні пороху світом. До 1240 року вони (ймовірно, через Індію) могли отримати відомості про селітру, яку називали «китайським снігом», а пізніше й про феєрверки та ракети, прозвані «китайськими квітками» та «китайськими стрілами» відповідно. Також араби могли дізнатись про порох від інженерів-китайців, яких Монгольська імперія використовувала на своїх західних теренах.
Перша арабська згадка про селітру в медичному контексті трапляється в роботах андалуського вченого Ібн аль-Байтара близько 1240 року, де її названо «китайським снігом» (thalj al-ṣīn), але її військові можливості ще були невідомі. Сам порох вперше згаданий у «Кітаб аль-Фурусія ва аль-Мунасаб аль-Харбія» («Книга про конярство та військові засоби») Хасана аль-Рамма, написаній близько 1280 року. Це далеко не єдиний збережений мусульманський документ про запалювальні суміші, однак у попередніх немає згадок ні селітри, ні пороху.
Трактат аль-Рамма містить 71 рецепт прото-пороху й пороху, здебільшого запалювального та дефлаграційного характеру для вогневих списів і ракет. Деякі речі свідчать про китайське походження інформації, як то назви «китайські квітки» та «китайські стріли» для феєрверків і ракет відповідно, додавання сульфідів арсену, лаку та камфори, рекреаційна піротехніка та доставлення порохових зарядів за допомогою птахів тощо. Трактат аль-Рамма також містить перший у мусульманському світі опис очищення селітри, однак існують сумніви в коректності оригінального рецепта (оскільки він відомий лише за пізнішими перекладами) та в його поширеності.
У середньому рецепти пороху містять по 10 частин селітри, 0,5—3 сірки та 0,5—3 вугілля, хоча трактат містить інструкції й з іншими пропорціями. Рецепти призначені для виготовлення кольорових вогнів, феєрверків, ракет, вогняних стріл, вогневих списів тощо, однак вибухові бомби та гармати не згадано. Наприклад, в описі «китайських стріл» рекомендовано взяти 10 частин селітри, 1+1⁄4 або 1+1⁄8 сірки, 2+5⁄8 деревного вугілля; всі три у порошковій формі, набиті в оболонку з бавовняним запалом. Також аль-Рамма описав пристрій, подібний до торпеди — «яйце, що самостійно рухається [поверхнею води] та горить», начинене запалювальною сумішшю (можливо, пороховою) та обладнане ракетним двигуном.

### Перші згадки в Європі
Точний шлях потрапляння пороху до Європи невідомий. Одним із можливих джерел інформації вважається Монгольська імперія, яка була знайома з порохом під час завоювання Китаю й могла принести таку зброю в Європу; однак застосування пороху в кампаніях проти Європи не зафіксовано, як і подальших випадків передачі знань. Іншим можливим шляхом були араби, що довідались про вогневі стріли, списи та бомби через Монгольську імперію або Індію незадовго до європейців. Безпосередні контакти між Європою та Китаєм були обмежені, однак у XIII столітті вони ставали все частіші завдяки європейським мандрівникам і торговцям.
Найдавніший відомий опис пороху в Європі залишив британський монах-францисканець Роджер Бекон. В «Opus Maius» («Велика робота») 1267 року він описав річ розміром з великий палець, що містить селітру, сірку й деревне вугілля та вибухає зі «звуком, гучнішим за сильний грім, і спалахом, яскравішим за найкращу блискавку». Ймовірно, він писав про китайські петарди, що їх міг привезти Бекону дехто з європейських мандрівників з Монголії чи Китаю.
Найперші відомі рецепти пороху в Європі присутні в «Liber Ignium ad Comburendos Hostes» («Книга вогнів для спалювання ворогів»). Ця робота була написана впродовж кількох століть, починаючи з IX століття, а частина з порохом, скоріше за все, створена близько 1280 року. Вона містить спосіб очищення селітри шляхом виварювання та фільтрування й 4 рецепти прото-пороху та пороху. Глави 12 та 13 містять рецепти «леткого (летючого, нестабільного) вогню» (лат. ignis volatilis); у 32 та 33 йдеться про «вогонь, леткий у повітрі» (лат. ignis volatilis in aere). Рецепти були такі:
- §13: 6 частин селітри, 1 частина чистої сірки, 1 частина каніфолі;
- §13: 6 частин селітри, 1 частина чистої сірки, 2 частини липового чи вербового вугілля;
- §32: селітра, сірка та лляна олія в рівних пропорціях;
- §33: 9 частин селітри, 1 частина сірки та 3 частини деревного вугілля.

Існує погляд, що назви цих сумішей свідчать про застосування в ракетах, однак Нідем вважав, що ці суміші були запалювальними, призначеними, найімовірніше, для вогневих списів. Безпосередньо снаряд чи ракети в роботі не згадані. Також існує свідчення в роботі «De Mirabilibus Mundi» («Про чудеса світу»), що її приписують вченому-домініканцю Альберту Великому (1193—1280), однак вона здебільшого повторює Liber Ignium і, скоріше за все, була написана між 1300 та 1350 роками. На думку Нідема, вона «нічого не додає до нашого уявлення про найдавніші європейські знання про вибухову суміш».
Серед європейських авторів XV—XIX століть існувало поширене уявлення про те, що порох винайшов європейський монах і вчений (залежно від джерела він німець, грек, данець абощо) Бертольд Шварц. Свідчення про нього різняться, а достовірних доказів його існування не знайдено, тому сучасні історики вважають його легендарною постаттю, що виникла як персоніфікація ідеї про європейське походження пороху.

### Перша вогнепальна зброя поза Китаєм

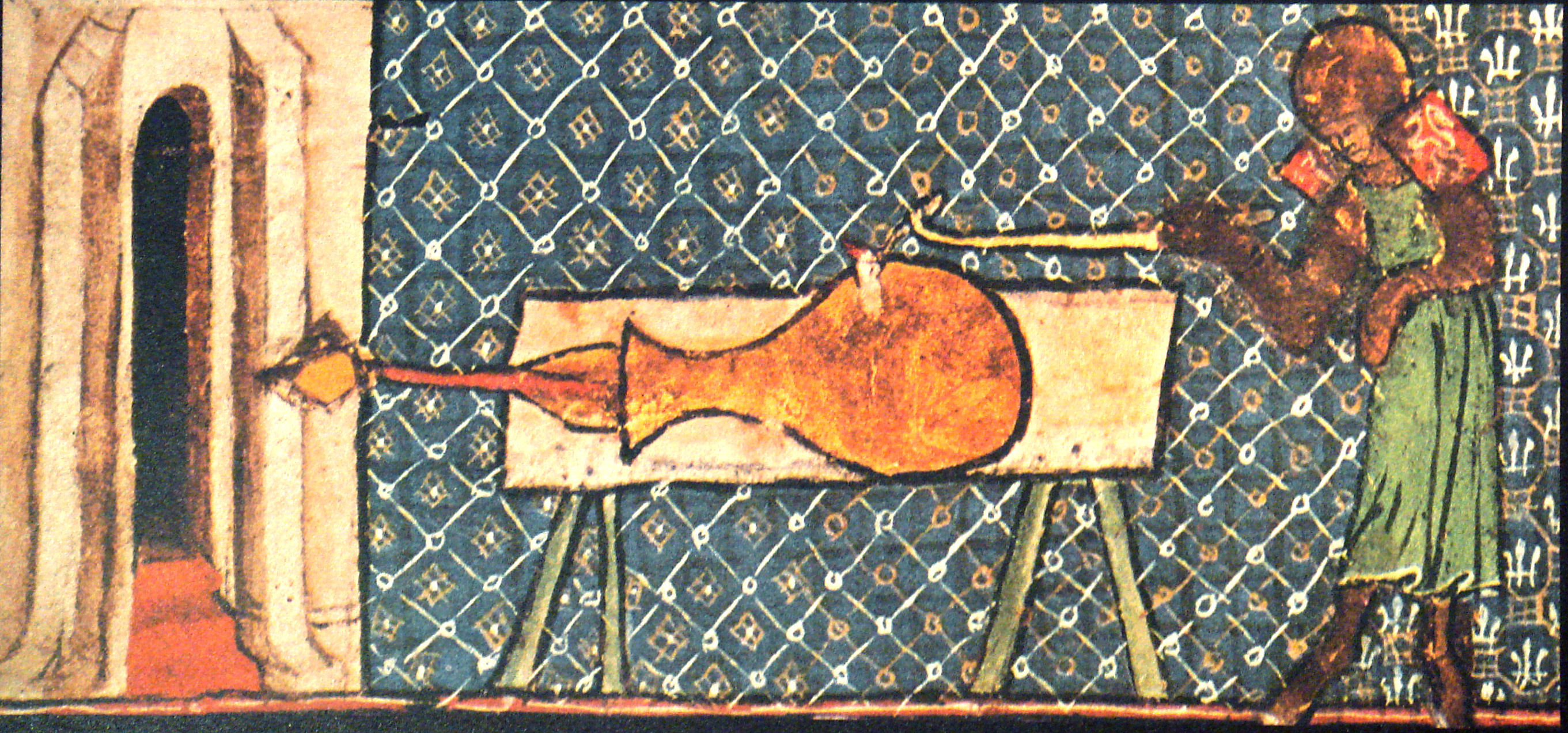
Найдавніше зображення вогнепальної зброї в Європі (De Nobilitatibus, 1326)

У християнській Європі вогнепальна зброя, ймовірно, з'явилась у 1320-ті й безсумнівно знана щонайменше з 1326 року. Китайська першість у створення вогнепальної зброї в сучасних істориків не викликає сумніву, оскільки тільки там прослідковується поступовий її розвиток від вогневих списів з бамбука й паперу до металевих гармат. Перші ж згадки в Європі демонструють уже відносно сформовану зброю. У Китаї, на відміну від Європи, суттєво різнились і формули пороху: він пройшов шлях від запалювальних сумішей у X столітті до вибухівки в XIII, тоді як європейський порох був значно менш різноманітний. На відміну від пороху та інших відомих китайських винаходів (компас, друк, папір тощо), гармати поширились у Китаї та Європі з різницею лише в пів століття.
Одне з перших європейських свідчень про гармати трапляється в манускрипті Вальтера де Мілемета «De Nobilitatibus, Sapientii et Prudentiis Regum» («Про велич, мудрість і розсудливість королів») 1326 року, де зображено глекоподібну гармату зі стрілою. Впродовж другої половини 1320-х трапляються згадки про закупівлю гармат у Флоренції й Турині, а 1331 року їх використали німецькі лицарі в облозі Чивідале. Гармати швидко поширились впродовж 1330-х — 1340-х, про що каже стрімке зростання кількості документальних свідчень. Гармати почали з'являтись у різних містах по Західній Європі.
Згадки ранньої вогнепальної зброї поширені в Китаї та західній Європі протягом XIV століття, але практично відсутні із земель між ними. На Близькому Сході та західних мусульманських теренах гармати знані під назвою «мідфа» (midfa‘) або «модфа», яка, найімовірніше, початково позначала трубу для вогнемета, пізніше вогневий спис, а перші надійні свідчення про металевий ствол і метання снаряда датовані між 1365 і 1376 роками. В Ірані та Центральній Азії — наприкінці XIV століття, в Індії — 1442 року. На території сучасної України перша згадка про застосування гармат датована 1382 роком, а 1394 року перші гармати з'явились у Львові. Нідем припускав, що вогнепальна зброя потрапила до Європи без арабського посередництва, а завдяки італійським торгівельним представникам у Тебризі, підконтрольному монголам, або ж взагалі через Русь, тоді як араби отримали вогнепальну зброю з Русі або Балкан.

## Вдосконалення пороху
Підбір правильної формули, гранулювання, видобуток та очищення калієвої селітри зробили димний порох потужнішим, безпечнішим і зручнішим для застосування. Ці методи протягом раннього Нового часу утворили стандартний рецепт димного пороху, що з лише незначними змінами використовувався надалі. Значні зміни в технології виробництва димного пороху відбулись тільки в XIX столітті.

### Вдосконалення формули
У широкому сенсі димним порохом можна вважати будь-яку суміш селітри, сірки та вуглецевої сполуки. Зазвичай під селітрою мають на увазі калієву селітру (нітрат калію, KNO3), але кальцієва (Ca(NO3)2), натрієва (NaNO3) та магнієва селітри (а також суміші різних селітр), присутні в природі, цілком придатні для виготовлення пороху — а вміння їх відокремлювати не є принциповим. Однак ці сполуки значно більш гігроскопічні за калієву селітру, тобто швидше вбирають вологу й тим скорочують час зберігання пороху. Ранні рецепти могли містити замість деревного вугілля інше пальне, як то мед або рослинні матеріали. Історики називають суміші без деревного вугілля «прото-порохами».
Однією з визначальних рис вибухової здатності пороху є вміст нітратів (селітр), оскільки зростання їхньої кількості пришвидшує горіння. На швидкість згоряння та, відповідно, ефективність пороху впливають і інші чинники, як то тиск та рівень ізоляції контейнера. Навіть порох з низьким вмістом нітратів можна примусити до вибуху за певних умов. Якщо на відкритому повітрі він буде спокійно горіти, то замкнений у паперовому чи картонному контейнері може вибухнути. Цей факт, імовірно, був відомий у Китаї ще з другої половини X століття, а наприкінці XII століття вже з'явились суміші, здатні розірвати чавунні ємності.
Історично в Китаї та Європі до димного пороху традиційно додавали різноманітні речовини, що загалом не покращували суміш. Це могли бути отруйні арсен, реальгар і ртуть, що утворювали токсичний дим, а також інші речовини, як камфора, винний оцет, олії, смоли, рослинні матеріали, свинцеві білила тощо. Ці практики були поширені в ранніх рецептах та існували щонайменше до XVII століття.
Від самої появи частка селітри в пороху поступово зростала. Наприклад, рецепти в «Уцзін Цзун'яо» (1044 рік) мають вміст селітри 27—50%, тоді як у «Холунцзін» (1412) вміст становить 12—91%, в основному концентруючись близько 75%. У ранніх арабських і європейських джерелах (XIII—XIV століття) вміст селітри здебільшого коливався між нижньою межею для пороху, здатного вибухати (близько 50% селітри) та 80%. Між XIV та XVII століття була поширена формула 4 : 1 : 1 (у відсотках: 66,6 : 16,7 : 16,7 %; тут і надалі подібними формулами записано масові співвідношення KNO3 : S : C) та подібні, тоді як у середині XIX століття формули емпірично наближались до теоретичного стехіометричного складу 74,84 : 11,84 : 13,32 % (або спрощено 75 : 12 : 13 %, що приблизно відповідає 2 KNO3 : S : 3 C). Однієї досконалої формули для пороху не існує, оскільки показники вибухівки більше залежать від якості інгредієнтів та культури виробництва; для різних інгредієнтів і способів виробництва можуть краще працювати різні формули. Однак більшість рецептів димного пороху з XIX століття близька до стехіметричних. Наприклад, пропорція 15 : 2 : 3 (75 : 10 : 15 %), що асоціюється з Королівськими порохівнями абатства Волтем, нині вважається стандартною для чорного пороху, хоча його можуть виготовляти також і в інших пропорціях, як 75 : 12,5 : 12,5; 74 : 10 : 16; 78 : 9 : 13 тощо.

### Селітряне виробництво

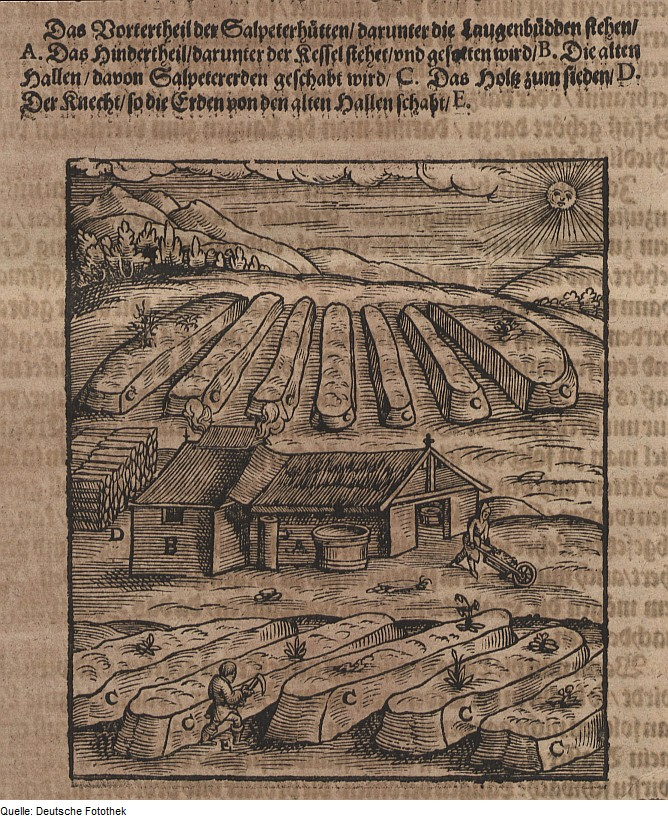
Селітряна плантація, зображення 1629 року

На відміну від Китаю, в Європі поклади калієвої селітри були незначні. Сірка присутня в європейських регіонах з вулканічною активністю, як Ісландія та Сицилія, а деревне вугілля видобувалось давно відомим методом за допомогою піролізу. Європейці імпортували селітру з Індії, що робило порох дорогим, обмежуючи кількість і розмір вогнепальної зброї. Так, 1379 року в Англії селітру продавали по 15 пенсів за фунт ваги (0,45 кг), тоді як денний заробіток кваліфікованого майстра становив 4—6 пенсів. Маленька гармата могла використовувати близько 50 грамів пороху на постріл, а велика бомбарда — кількадесят кілограмів.
Було відомо, що селітра формувалась на кам'яних стінах, особливо в хлівах і стайнях, а також сухих печерах і погребах. Кількість такої селітри була невелика, але зброярі шукали такі місця й збирали її, нерідко викликаючи невдоволення серед власників споруд. Спостерігаючи за природною появою селітри, наприкінці XIV століття ремеслярі винайшли спосіб її штучного отримання з органічних решток. У Європі почали з'являтись селітряні варниці («селітряні плантації»), перша з яких зафіксована 1388 року у Франкфурті. Для виробництва використовували відходи (компост, фекалії, гній тощо), сечу, негашене вапно та мушлі. Сеча надавала аміак, відходи та мушлі забезпечували середовище для бактерій і вапно зменшувало кислотність. Особливо цінували сечу людей, що споживали пиво та вино, оскільки вона містила більше амонію, а гній брали від коней, які їли овес, через вищий вміст калію в порівнянні з сіном. Цю суміш поміщали в сухі цегляні будівлі на два тижні, після чого стіни та підлога вкривались селітрою. Замість збирання зі стін селітру могли виварювати з селітровмісної землі, утвореної тваринним гноєм і сечею. На теренах Східної Європи, зокрема й за часів Козаччини, землю для селітри часто брали з курганів, валів, смітників і культурних шарів городищ і селищ. Після цього землю заливали водою й проварювали з попелом, отримуючи кристали селітри.
Селітряні виробництва призвели до стрімкого здешевлення пороху. Наприклад, у Франкфурті ціна знизилась з 41 флорина за гандредвейт (51 кг) в 1381 до 16 в 1410 та 9—10 в 1439—1440 році; в Англії з 16—24 пенсів за фунт ваги в 1385—1386 до 5 в 1417. Це дозволило створювати більшу за розміром зброю, як великі бомбарди.
Головним недоліком плантацій був високий вміст гігроскопічної кальцієвої селітри. З часом європейці навчились отримувати достатньо чисту калієву селітру. Для створення якіснішого пороху можливо перетворити інші нітрати на калієву селітру. Один із методів очищення, поширений у ранньому Новому часі, був записаний Ванноччо Бірінґуччо в компендіумі «De la pirotechnia» («Про вогняне ремесло») 1540 року, де пропонувалося змішувати нітрати у воді з сумішшю негашеного вапна та деревної золи. В результаті реакції нітратів з поташем (K2CO3) утворювався нерозчинний карбонат кальцію (СаСО3) або карбонат магнію (MgCO3), залишаючи розчин калієвої селітри.
Успіх власного виробництва селітри у Західній Європі з часом почав згасати через можливість імпорту дешевої та якісної селітри з Індії. Наприклад, в Англії станом на 1760 рік селітра власного виробництва коштувала в чотири рази більше за індійську. На початку XIX століття виявили великі поклади селітри в каліче на території Атаками, Чилі. Основним інтересом підприємців до каліче були нітратні добрива (нітрат амонію), однак там також видобували й селітру. Щоправда, це була не калієва, а натрієва селітра (після того її також називали «чилійською селітрою»), яка потребувала хімічного конвертування в калієву. Процес такого перетворення, однак, не був можливий у великих масштабах. Перші видобувні потужності розгорнулись у 1825 році. 1839 року біля Штасфурта в Німеччині виявили поклади хлориду калію (KCl), який дозволив промислові масштаби конвертування калієвої селітри в натрієву, що стало важливим джерелом селітри під час Кримської війни (1854—1856).

### Подрібнення та гранулювання

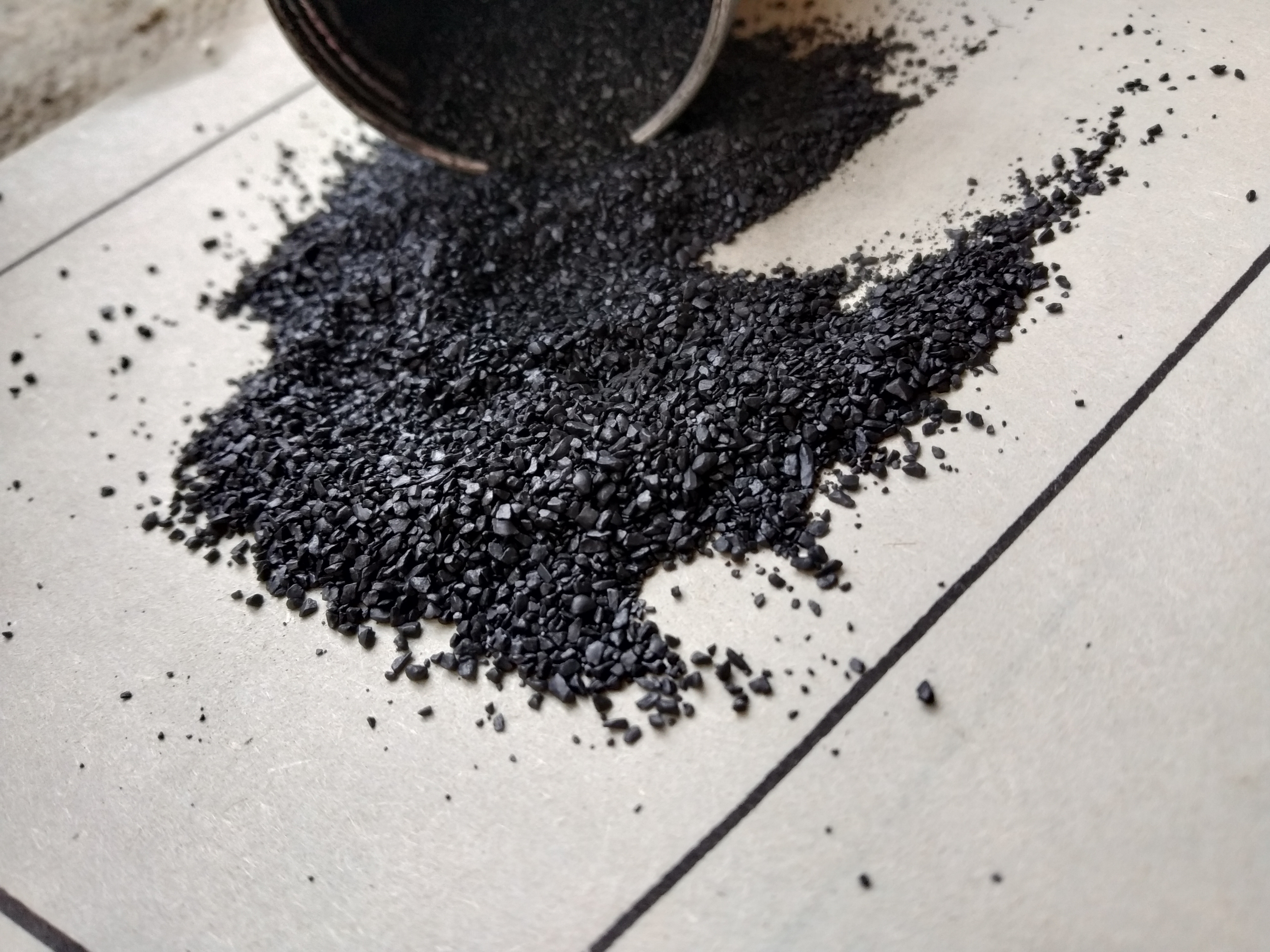
Гранули димного пороху

Інгредієнти пороху початково перетирали в ступках або ручними жорнами, з XV століття — на порохових млинах з водною чи кінською тягою, хоча ручне перетирання подекуди зберігалось до XIX століття. Просте змішування подрібнених інгредієнтів не забезпечувало ефективної дефлаграції; для цього необхідно було всі складники перетерти разом у дуже дрібнозернисту однорідну суміш, подібну до борошна. Такий порох у Європі називали «серпентин» (англ. serpentine). Він мав значну кількість недоліків. Зокрема, виробництво було небезпечне, оскільки при перетиранні підвішений у повітрі пороховий пил міг вибухнути від незначної іскри. Та сама проблема була актуальна під час зберігання чи перевезення, оскільки пил міг вивільнитись із бочки й спалахнути. Іншою проблемою була волога: оскільки європейський порох зазвичай містив не чисту кальцієву селітру, то він швидко набирав вологу й часто потребував висушування для застосування. Окрім того, серпентин ще й мав властивість розшаровуватись при зберіганні й транспортуванні, оскільки важча селітра з часом осідала на дно, що погіршувало його якості. Одним з рішень було доправлення інгредієнтів окремо на місце облоги й перетирання на місці.
Ймовірно, наприкінці XIV століття європейські ремеслярі почали пробувати новий підхід, що полягав у підмочуванні інгредієнтів перед перетиранням. Для цього могли додавати воду, оцет, вино або сечу — селітра частково розчинялась у рідині й заповнювала мікропори вугілля, проносячи туди також нерозчинну сірку. Отриманий продукт був не дрібнодисперсним порошком, а вологою пастою. Її скочували в кулі (також знані як нім. Knollen — «бульба»), які значно довше й безпечніше зберігались і транспортувались. Ці кулі гармаші розбивали на дрібний порох перед використанням. Однак при розламуванні могли залишитись достатньо великі гранули, що значно підвищували швидкість горіння. Це могло призводити до розриву ствола та поранень.
Підвищену вибуховість гранульованого пороху, попри її небезпеку, з часом оцінили гармаші. Дрібнозернистість серпентину обмежувала доступ кисню, тому горів тільки поверхневий шар пороху, що контактував з повітрям. Це було добре для ракет, але погано для гармат. Через це гармаші мали забивати лише половину камори, залишаючи простір для повітря. Натомість між частинками гранульованого пороху залишається простір для повітря, тому вогонь значно швидше поширювався вглиб. Швидкість горіння гранульованого пороху перевершувала таку для серпентину в 1,3—2 рази. З 1430-х порохові мануфактури виготовляли порох у гранулах різних розмірів: менші гранули були кращі для стрілецької зброї, а більші для гармат.
Завдяки кращим порохам артилеристи отримали можливість наперед відмірювати стандартні заряди в мішках. Відсутність потреби в порожньому просторі в каморі дозволила для герметизації ствола втрамбовувати тканинний пиж замість дерев'яного корка, що додатково підвищувало швидкострільність гармат. Крім того, висока потужність гранульованого пороху уможливила створення по-справжньому ефективної ручної вогнепальної зброї, а гармати трансформувались від тонкостінних великокаліберних бомбард до значно ефективніших «класичних гармат» з довгими стволами.
Про гранулювання пороху в Китаї відомо дуже мало. Воно достеменно було відоме там щонайменше з 1370 року, а то й з XIII століття, однак, можливо, було менш досконале або менш поширене, ніж у Європі. З археологічних розкопок відомо про використання гранульованого пороху в мінах за раннього періоду Мін.

### Новації XIX століття у виробництві пороху

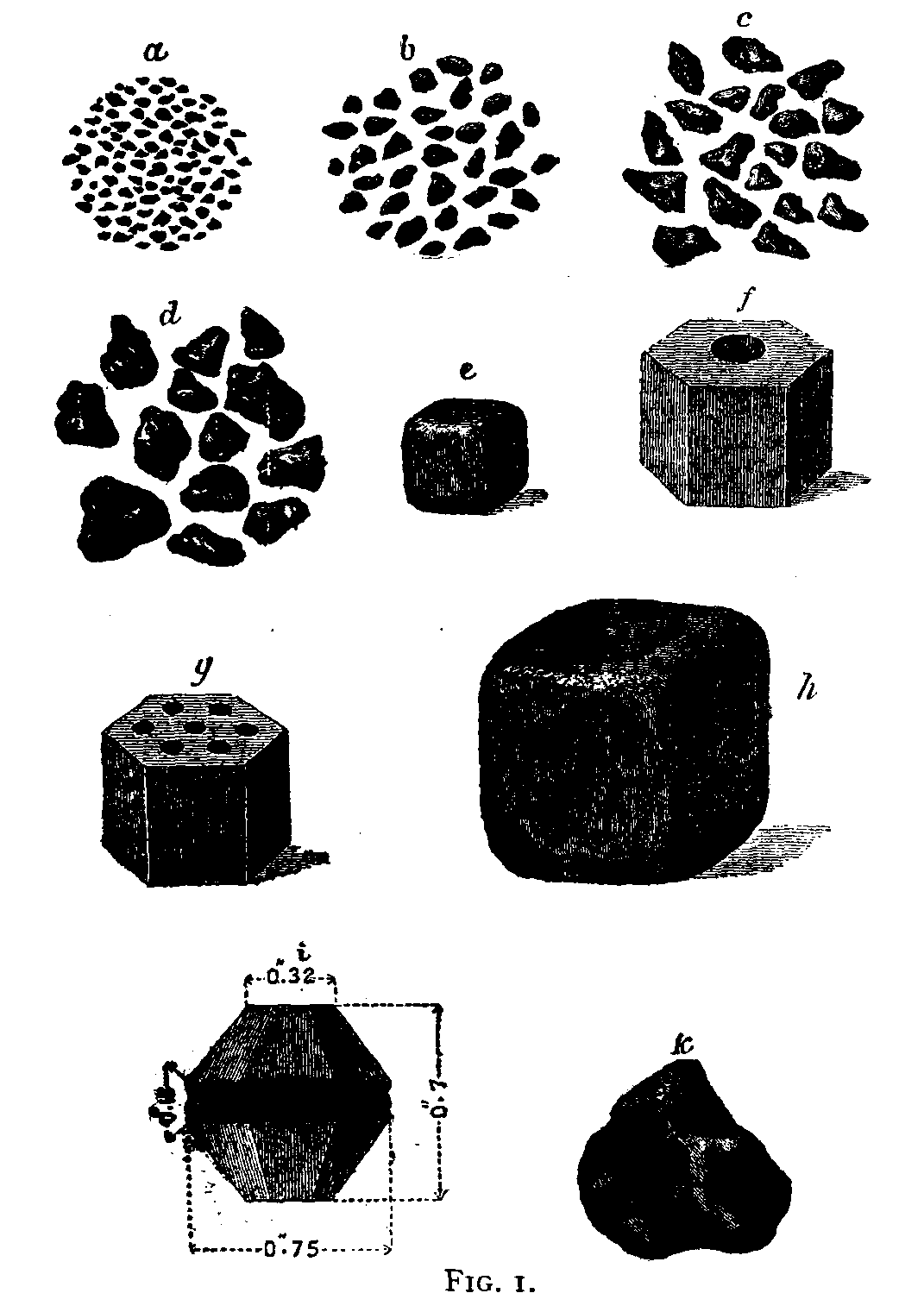
Форми димного пороху, описані в Encyclopædia Britannica 1911 року.

Одним із головних новаторів у виробництві пороху був американський підприємець Елетер Ірене дю Пон, який виготовляв порох з 1804 року. Він додав до виробництва пороху етап пресування: гвинтовий прес стискав вологу порохову суміш удвічі, а потім її розбивали молотками або дробаркою. Сита сортували гранули за розмірами, для яких було введено класифікацію: стандартний мушкетний порох отримав позначення F, а загалом набір розмірів був шкалою від 7F до 7C, що означало приблизно від 2 до 15 міліметрів у діаметрі. Після цього порох кілька годин перемішували, щоби сточити гострі кути. Пресований порох був потужніший за звичайний приблизно на третину.
Промислова революція принесла низку технологічних процесів, що покращили якість порохів. Наприклад, одним із чинників підвищення потужності стало поширення металевих піролізних печей, що замінили земляні печі, дозволивши отримувати якісне деревне вугілля з передбачуваними властивостями. Також у XIX столітті сірку почали видобувати в Техасі та Луїзіані за допомогою нового методу — нагнітання гарячої води в пробурені отвори в землі.
У середині століття американський військовий інженер Томас Родман запропонував нові корабельні гармати зі скріпленими стволами, що були значно більші за розміром і мали довші стволи. Якщо раніше кращим порохом вважали якнайбільше вибуховий, то нові гармати потребували не разового сплеску енергії, а навпаки — неперервного тиску для виштовхування важкого снаряда, тобто, порох мав згоряти не швидше, а повільніше. Родман припустив, що потрібні гранули більшого розміру (0,5 дюйма, ~1,27 см), й разом з хіміком компанії DuPont Ламмо дю Поном переконався в тому, що такі гранули здатні забезпечувати на 80% менший піковий тиск у стволі, не зменшуючи початкову швидкість снаряда. Колаборація між Родманом і дю Поном стала однією з перших в історії військових програм, заснованих на наукових методах, а не грубих припущеннях.
Розуміючи проблему гігроскопічності чилійської натрієвої селітри, Ламмо дю Пон розробив глазурований графітом порох, що отримав індекс B (тоді як звичайний порох на основі калієвої селітри мав маркування A). Він не був придатний для стрілецької зброї та гірше зберігався, проте був дешевший і годився для гірництва. У 1870-ті Ламмо знову взявся за вдосконалення пресованого пороху й 1875 року прийшов до форми шестикутної призми з отвором, яку він назвав Hexagon («шестикутник»). Згоряння пороху в отворі збільшувало площу займання, внаслідок чого згоряння пороху забезпечувало значно рівномірніший тиск. Британці також почали випускати власний пресований порох.
У 1880-ті з'явились нові варіанти димного пороху, що згоряли ще повільніше завдяки пресуванню, низькому вмісту сірки та іншим видам деревного вугілля — бурому (не плутати з викопним бурим вугіллям) і шоколадному, що їх виготовляли за нижчої температури. Німці першими 1882 року створили коричневий порох, що мав склад 78 : 3 : 19 і виготовлявся з вугілля, отриманого з житньої соломи. Німецький варіант мав червонясто-коричневий колір і форму шестикутної призми з отвором, як і Hexagon. Подібні порохи поширились багатьма країнами, включно з Великою Британією, Францією, Росією тощо, але невдовзі були витіснені бездимними. В різних джерелах порохи цієї родини мають різні назви, як то коричневий порох (англ. brown powder), какаовий порох (англ. cocoa powder або slow burning cocoa), бурий порох, шоколадний порох (рос. бурый порох, шоколадный порох — залежно від використаного вугілля). Крім того, впродовж 1880—1890-х певного поширення набули безсірчані амонійні порохи, в яких калієву селітру частково чи повністю замінювали амонійною.

## Епоха вогнепальної зброї
Поява та поширення вогнепальної зброї, що використовує згоряння пороху для метання снаряда, як то гармати й ручниці, трансформувало бойові дії та державотворчі процеси. Зокрема, Європа почала переходити від феодальних утворень до централізованих держав, які змогли проводити агресивну політику й колонізувати значну кількість територій по всьому світу.

### Рання вогнепальна війна

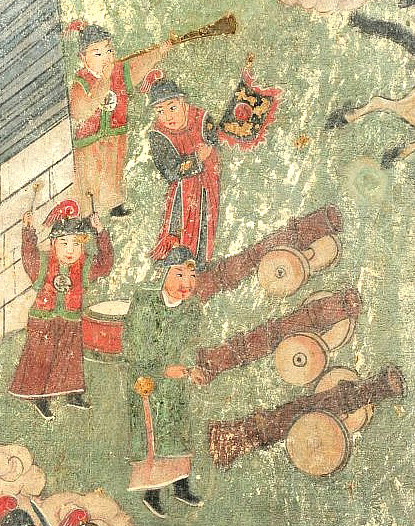
Артилеристи імперії Мін

В Китаї вогнепальна зброя поширилась за династії Юань (1260—1368), а її масове застосування відіграло ключову роль у становленні династії Мін (1368—1644) та її експансії. Ранній період Мін відзначався широким асортиментом порохової зброї: вогневі стріли, вогневі списи, ручні гранати, бомби для метальних машин, ручниці, гармати, вогнемети, ракети (в тому числі установки, що запускали десятки ракет), наземні та морські міни. Гармати XIV та XV століть в основному мали протипіхотне призначення й були невеликі за розміром, від 2-3 до 26 кг, хоча існували й більші гармати вагою до 75 кг. Китайці не розробляли облогових гармат, оскільки стіни китайських міст були непробивні для гармат будь-якого розміру: вони будувались навколо землебитного валу, обкладеного каменем, і могли сягати до 20 метрів завтовшки. Мінці змогли ефективно інтегрувати вогнепальну зброю у китайські військові й державні традиції, що включали муштру та залповий вогонь, які зародились ще в Період протиборчих держав (475—221 роки до н.е.). На 1380 рік гармаші становили 10% війська, на 1430-ті — 1440-ві частка гармашів досягла 20%, а на 1466 — 30%. Показник у 30% вояків з вогнепальною зброєю в Європі був досягнутий лише в середині XVI століття.
У Європі ранні гармати також були невеликі, подібні до китайських: станом на середину XIV століття середня вага гармати була близько 11 кг. Вони швидко поширювались і поступово зростали в розмірах. Масове застосування гармат розпочав бургундський герцог Філіпп II Сміливий. Облога фортеці Одрейк (англ. Odruik) 1377 року під його проводом стала поворотною точкою, коли європейські гармати продемонстрували стінобитні можливості. Того ж року бургундці збудували гармату, здатну стріляти 200-кг ядрами. В порівнянні з китайськими, європейські стіни зазвичай були тонкі: наприклад, у XIII столітті стіни завтовшки 2 метри вважались товстими, а тому розвиток стінобитних гармат був закономірним. Такі стіни були здатні захищати від давніших метальних машин, але не від новітніх гармат.
На початку XV століття в різних державах Європи почали з'являтись облогові бомбарди все більших розмірів, як то 6-тонна Mons Meg, здатна метати 150-кг ядро на відстань до 2 км. Тенденції розвитку артилерії поширились і на Османську імперію, що з допомогою численних бомбард зруйнувала стіни Константинополя 1453 року. Великі гармати повністю трансформували європейські війни. Якщо до їхньої появи замки зазвичай брали тривалою облогою, що було дуже довго й дорого, то артилерія схилила баланс сил на користь нападу.

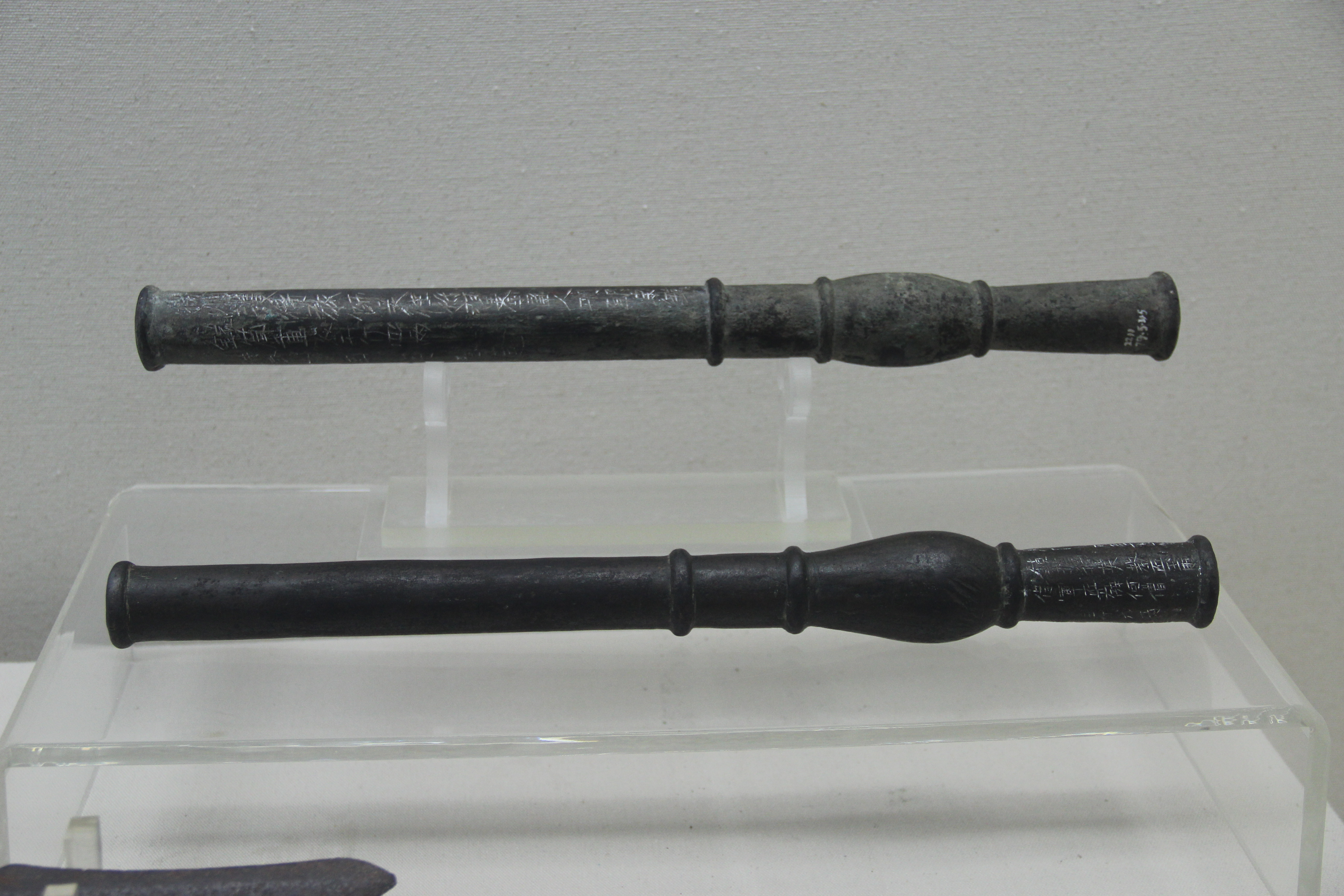
Ручниці часів династії Мін
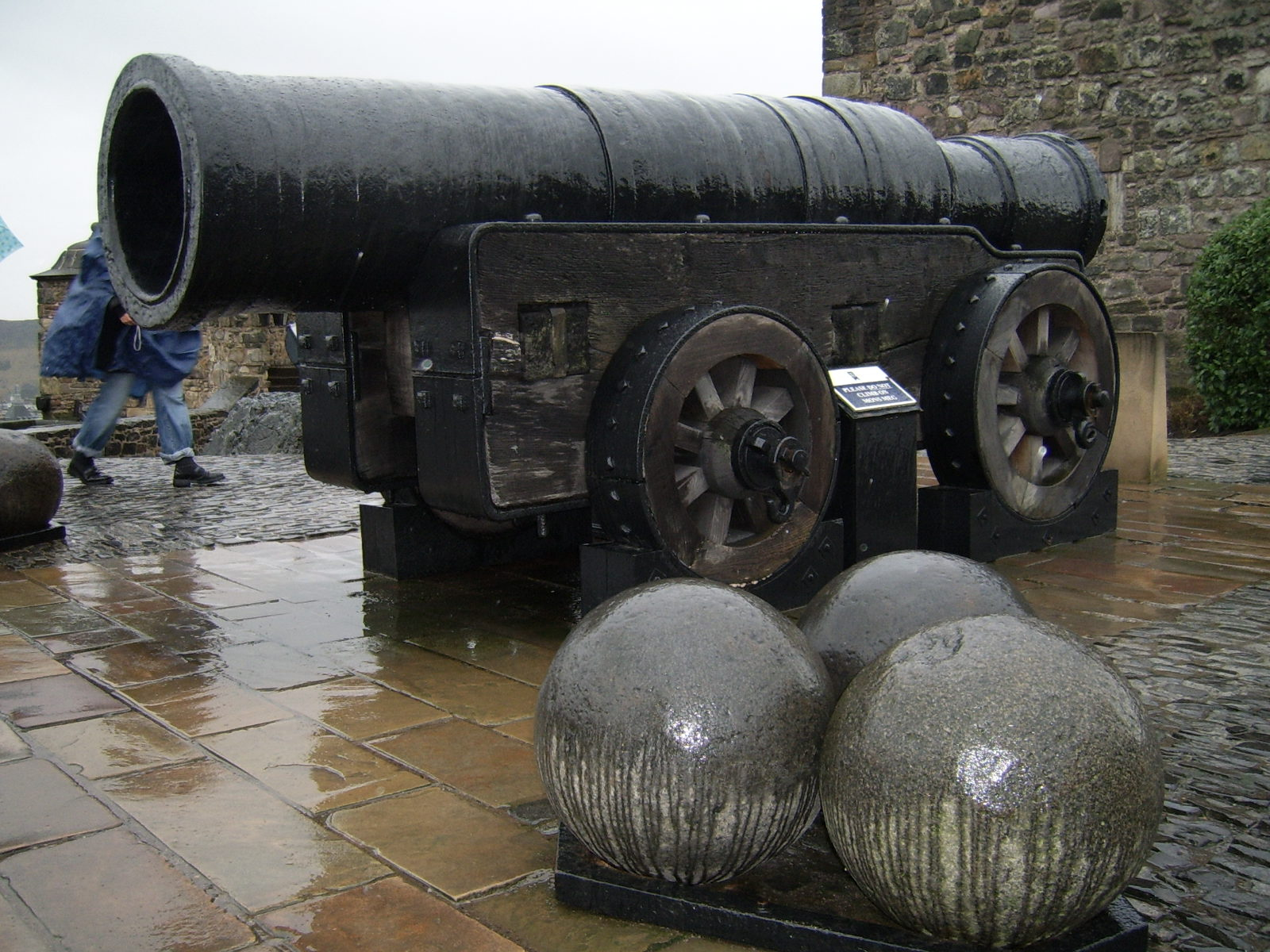
510-мм бомбарда Mons Meg 1449 року
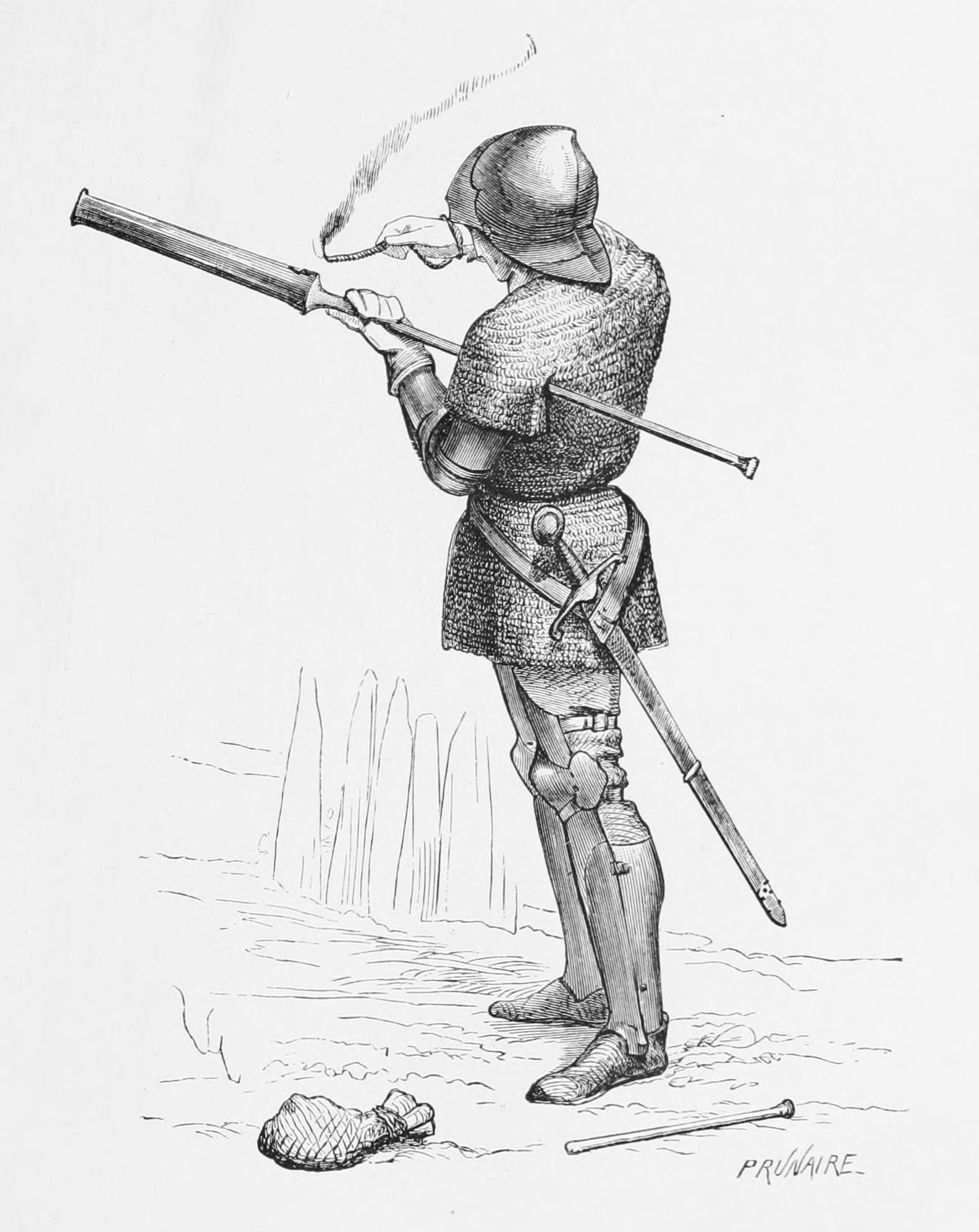
Швейцарський вояк з ручницею, кінець XV століття
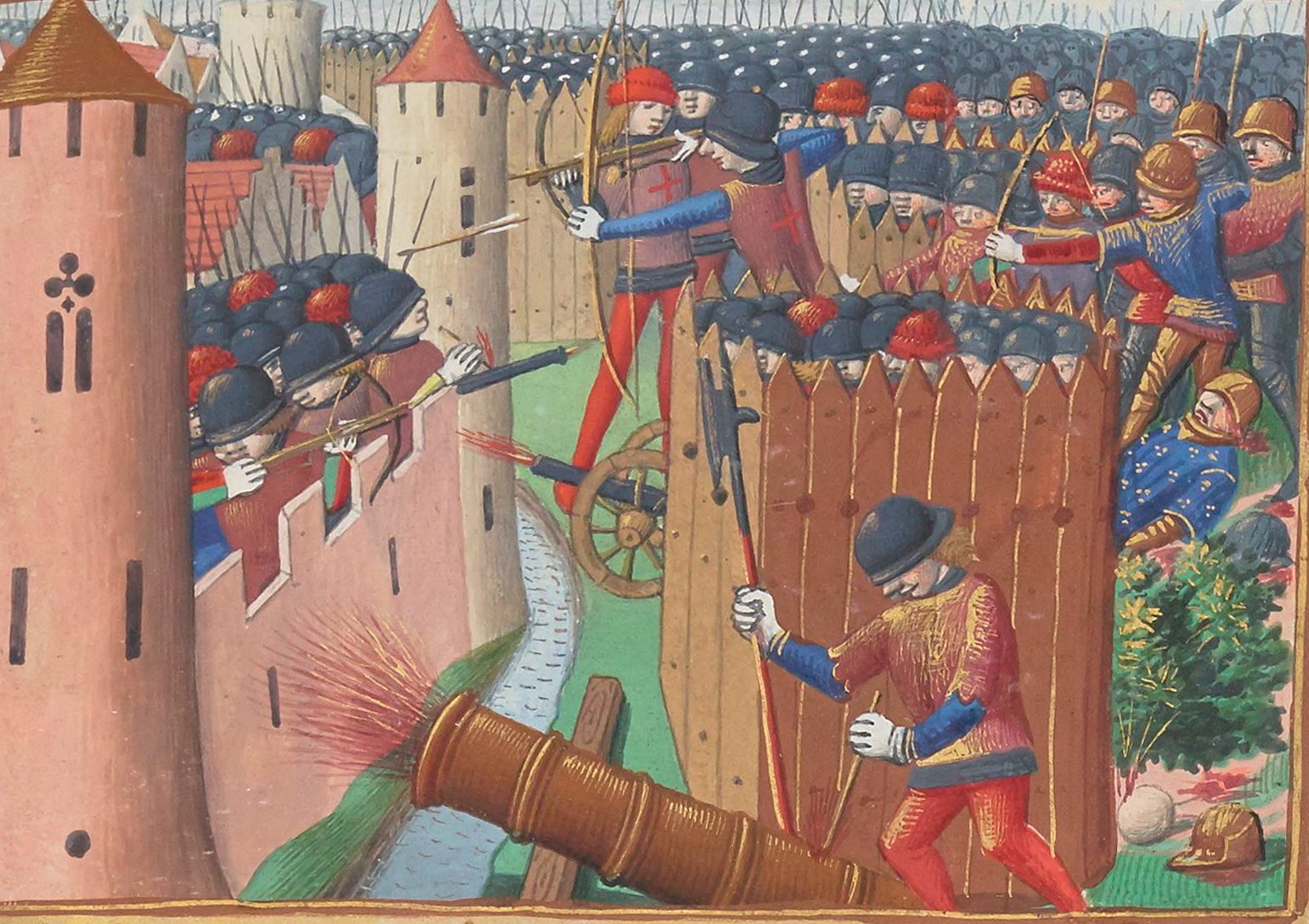
Облога Орлеана (1429)

### Технологічні новації XV—XVI століть
Разом з артилерією трансформувалась і фортифікація. У Європі відповіддю на артилерію стали бастіонні фортифікації, подібні до традиційних китайських стін: з товстими, приземистими, нахиленими стінами. Їх започаткували наприкінці XV століття італійці Мікеланджело та Леонардо да Вінчі, а поширенню сприяв німецький художник Альбрехт Дюрер. На відміну від тонких середньовічних стін, ці фортифікації були здатні захищати від артилерії.
Наприкінці XV століття в Європі почали з'являтись гармати, конструкція яких зазнала лише незначних змін упродовж наступних трьох століть. На заміну короткоствольним бомбардам прийшли литі «класичні гармати» менших калібрів з більшою відносною довжиною ствола, призначені для стрільби чавунними ядрами. Мавши більшу руйнівну силу, вони були значно легші, швидкострільніші та влучніші. Подібне відбулось і з ручною зброєю, яка трансформувалась від примітивних ручниць до рушниць — аркебуз і мушкетів, що стали віддалено нагадувати зброю наших днів. Така зброя стала можлива не в останню чергу завдяки гранульованому пороху, що був значно потужніший, передбачуваніший і зручніший для застосування.
Протягом XVI століття класичні гармати та аркебузи європейських зразків поширились світом, їх наслідували Китай, Індія, Корея та Японія. Аркебуза, що уможливила піхотну революцію в Європі, швидко знайшла застосування і в інших країнах. У Китаї аркебузи португальського зразка поширились з кінця 1540-х. Їхнім основним пропонентом був славнозвісний полководець Ці Цзіґуан, який до того ж розвинув і залповий вогонь з контрмаршем для аркебуз. У 1540-ві аркебуза проникла до Японії за посередництвом португальських вигнанців і поширилась протягом десятиліття, а вже 1570 року (раніше, ніж в Європі) зафіксовано залповий вогонь. У Кореї рушниці поширились під час японсько-корейської війни (1592—1598) й дозволили країні створити одну з найефективніших вогнепальних армій XVII століття.
Головні морські держави Середньовіччя, як Венеція, Генуя та Османська імперія, покладались передусім на швидкі й маневрові веслові галери, основними тактиками яких були таран та абордаж. Для численних веслувальників і вояків були необхідні запаси їжі та води, тому вантажність була незначна. Натомість морські торговельні вітрильники (караки й каравели), які розвивались протягом Середньовіччя разом із морською навігацією, краще годились для встановлення гармат. Розвинені вітрила уможливлювали нечисленний екіпаж і великий запас ходу. На початку XVI століття також з'явились гарматні порти, що дозволило створювати багатопалубні важкоозброєні кораблі, як то галеони.

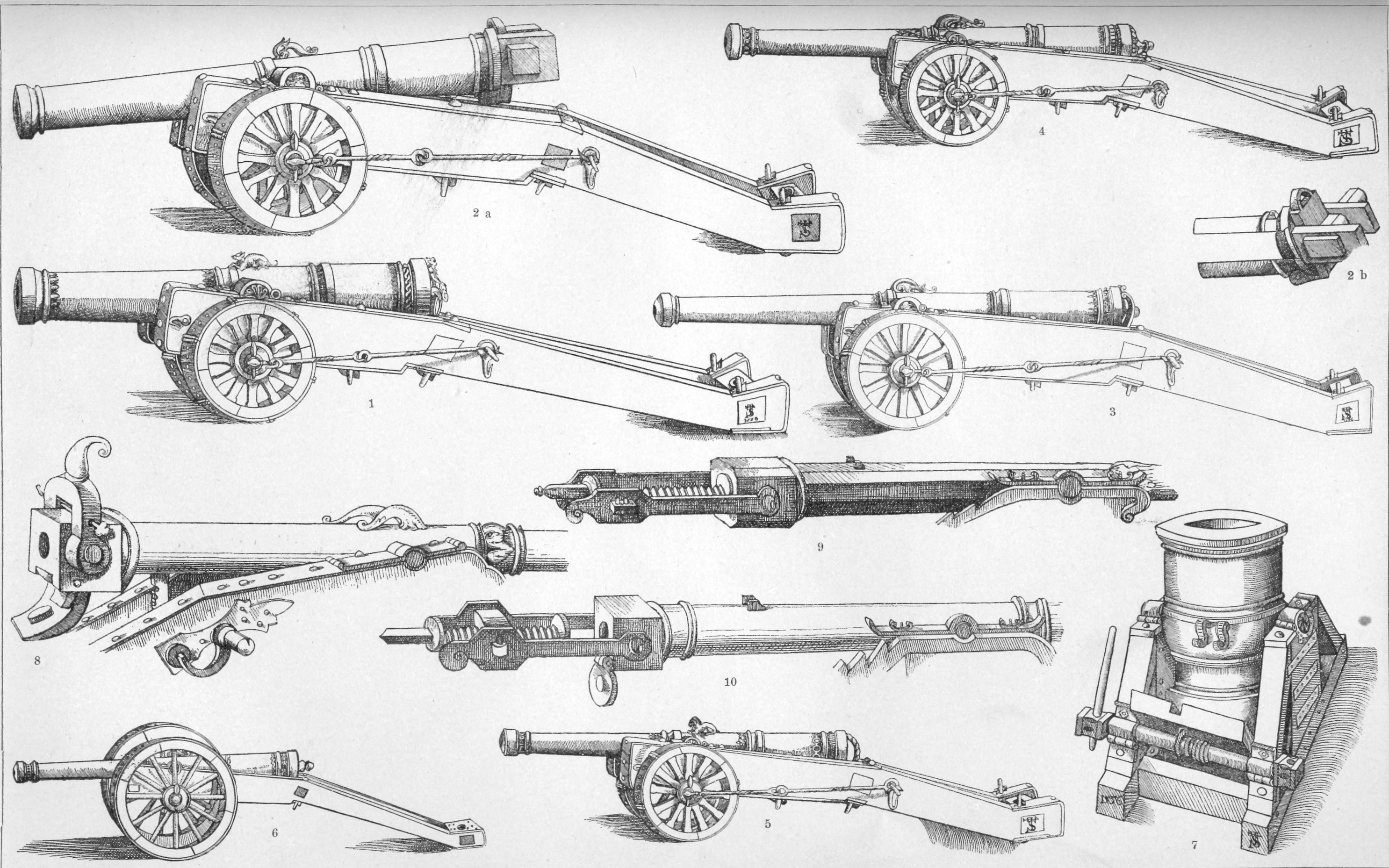
Артилерія XVI століття
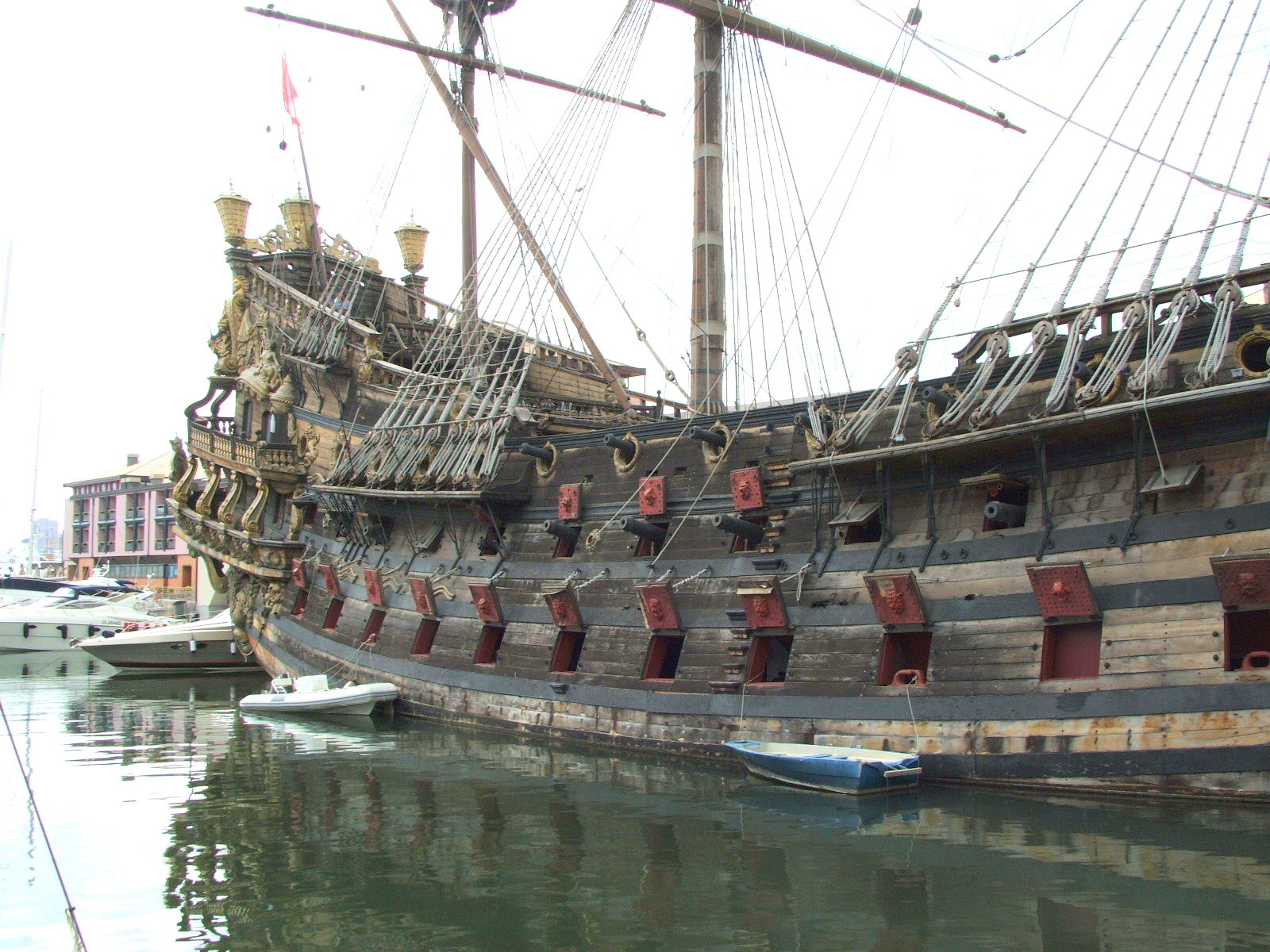
Гарматні порти репліки галеона «Нептун»[en] XVII століття
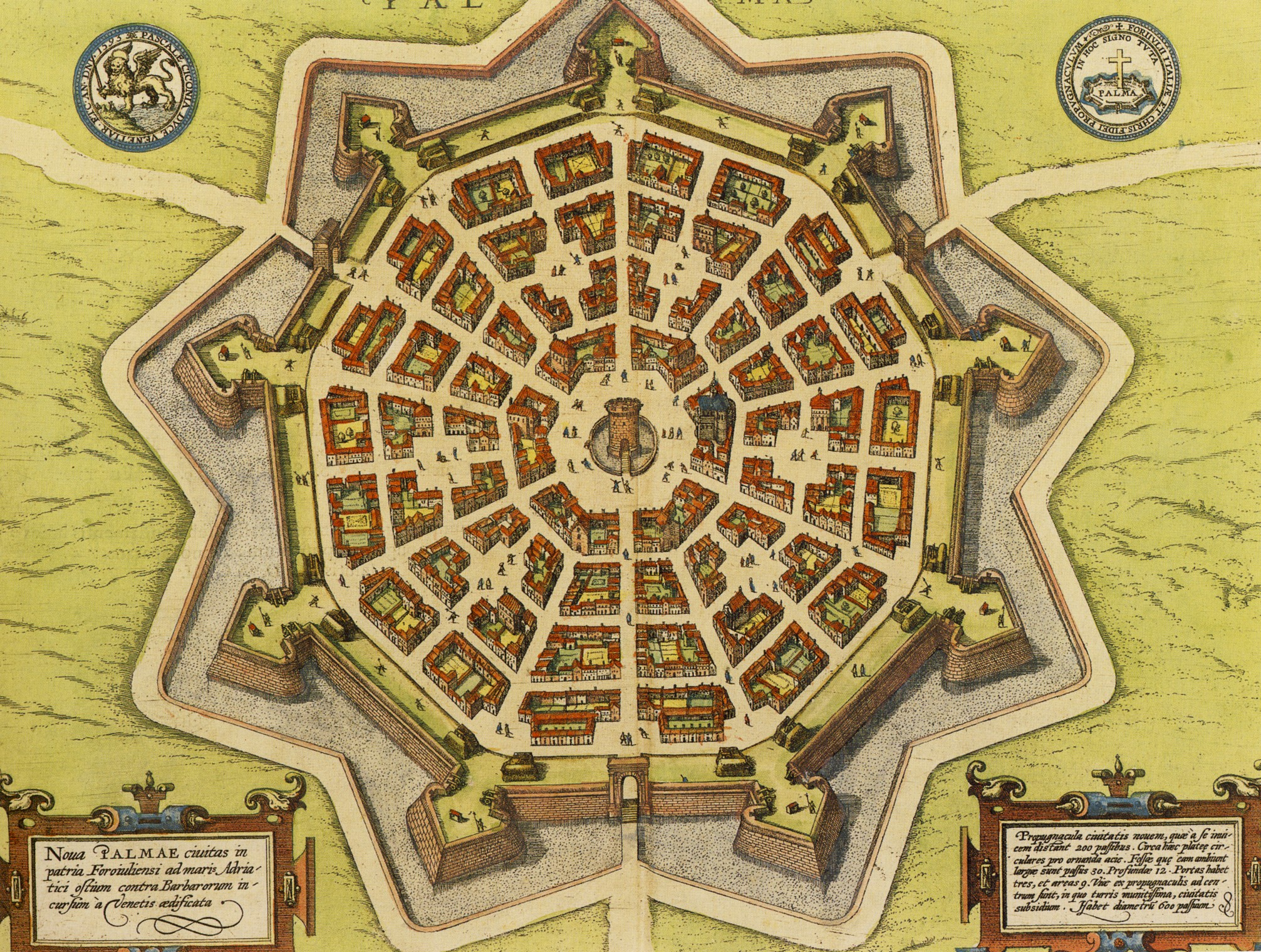
Місто Пальманова, оточене бастіонними фортифікаціями (1593 рік)
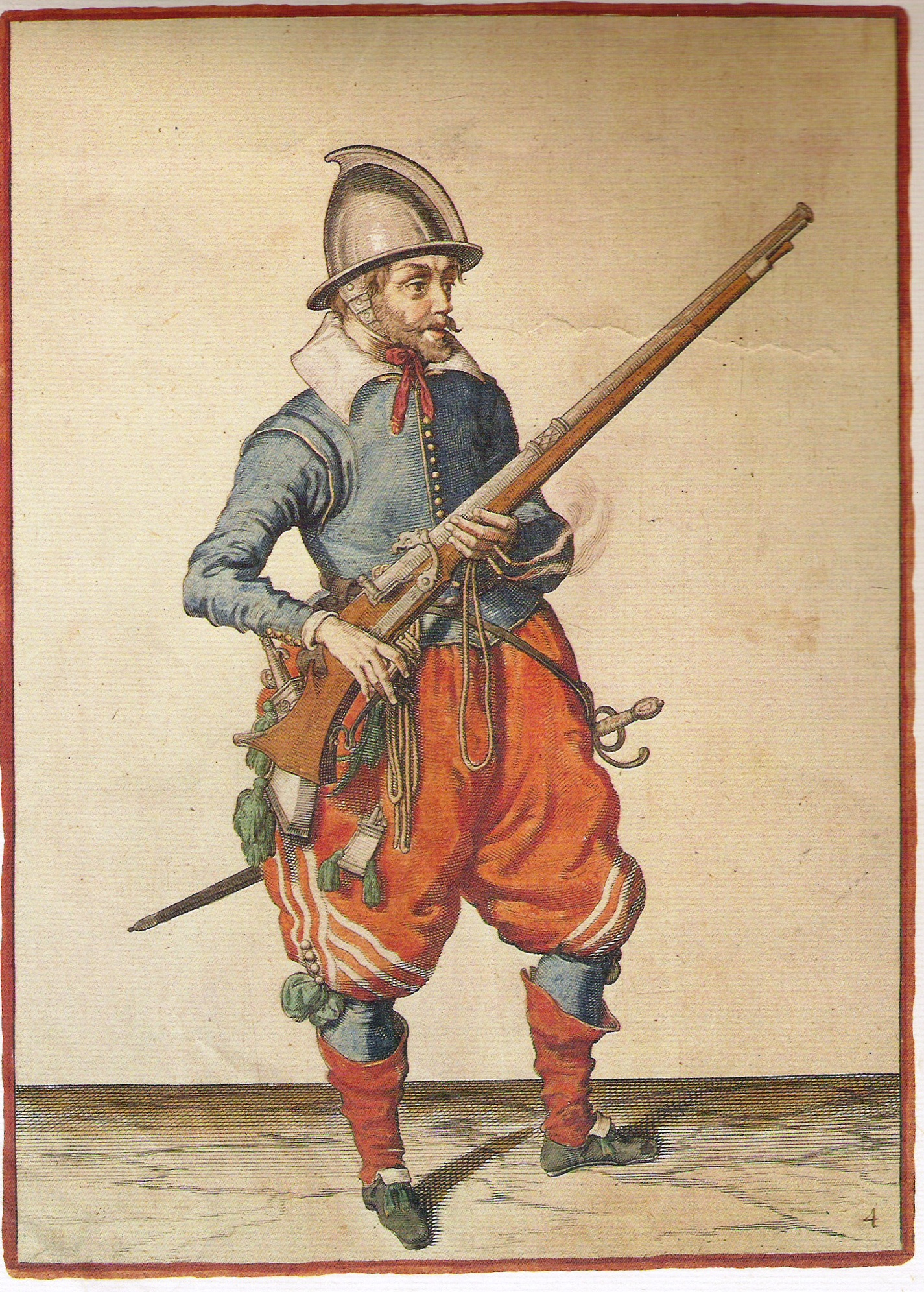
Європейський аркебузир, зображення 1608 року

### Військова революція

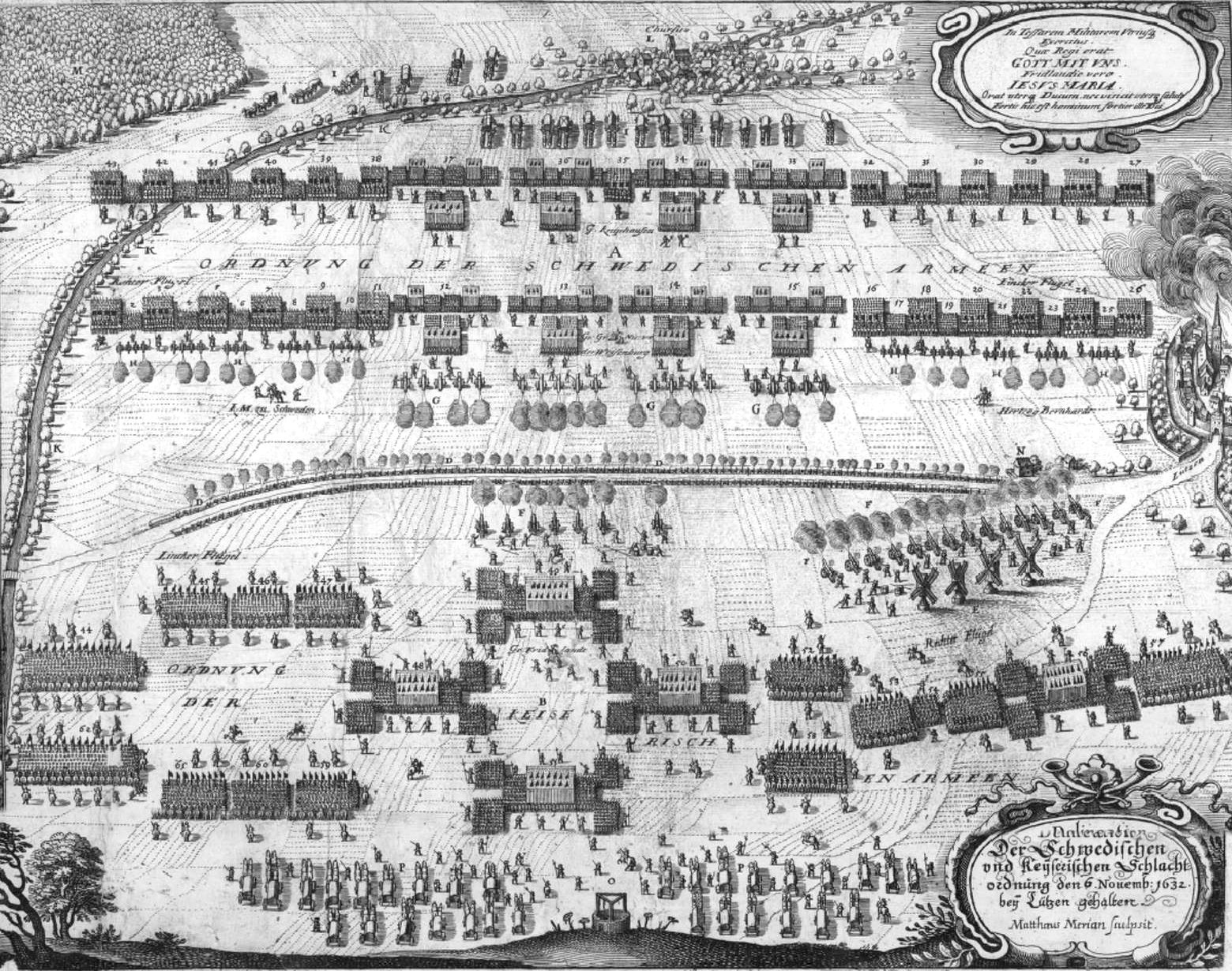
Лінійні порядки та артилерія в битві під Лютценом (1632)

Однією з головних відмінностей європейських військ XIV—XV століть від сучасних їм азійських і близькосхідних (включно з Османською імперією) була відсутність муштри у військах. Вона була основою античних грецьких і римських військ, однак у Середні віки вийшла з ужитку. Європейці майже не мали централізованих держав з фіскальними структурами й регулярних збройних сил, їхні армії нерідко складались з ополченців — відповідно, постійне муштрування було майже недоступне в таких умовах. Відстаючи в організації військ від решти цивілізованого світу, європейці швидко перевинайшли втрачені доктрини й на початку XVII століття отримали ефективну комбінацію з новітніх аркебуз і залпу з контрмаршем. Історик Пітер Лордж вважає, що саме в Європі порох здійснив військову революцію, оскільки в Східній Азії ті самі підходи вже були сформовані протягом попередніх століть.
Порох змінив не лише характер бойових дій, але й підхід до державотворення. В Середні віки європейські феодали та вільні міста протистояли централізації, однак порох прискорив перехід Європи від феодальних утворень до великих централізованих держав. XVI століття називають революційним для військової справи та державного управління. Мобільна та ефективна польова артилерія дозволила легко брати міста й замки, захищені середньовічними фортифікаціями. Новітні бастіонні фортеці, які ефективно захищали від артилерії, коштували величезних грошей, а їхнє здолання потребувало значно більших армій. Кораблі стали вартісними плавучими артилерійськими батареями. Війна стала потребувати значно більших ресурсів і коштів, які могли собі дозволити лише централізовані держави з оподаткуванням. Крім того, централізація дозволяла значно ефективніше забезпечувати військам вишкіл і муштрування.

### Порохові імперії

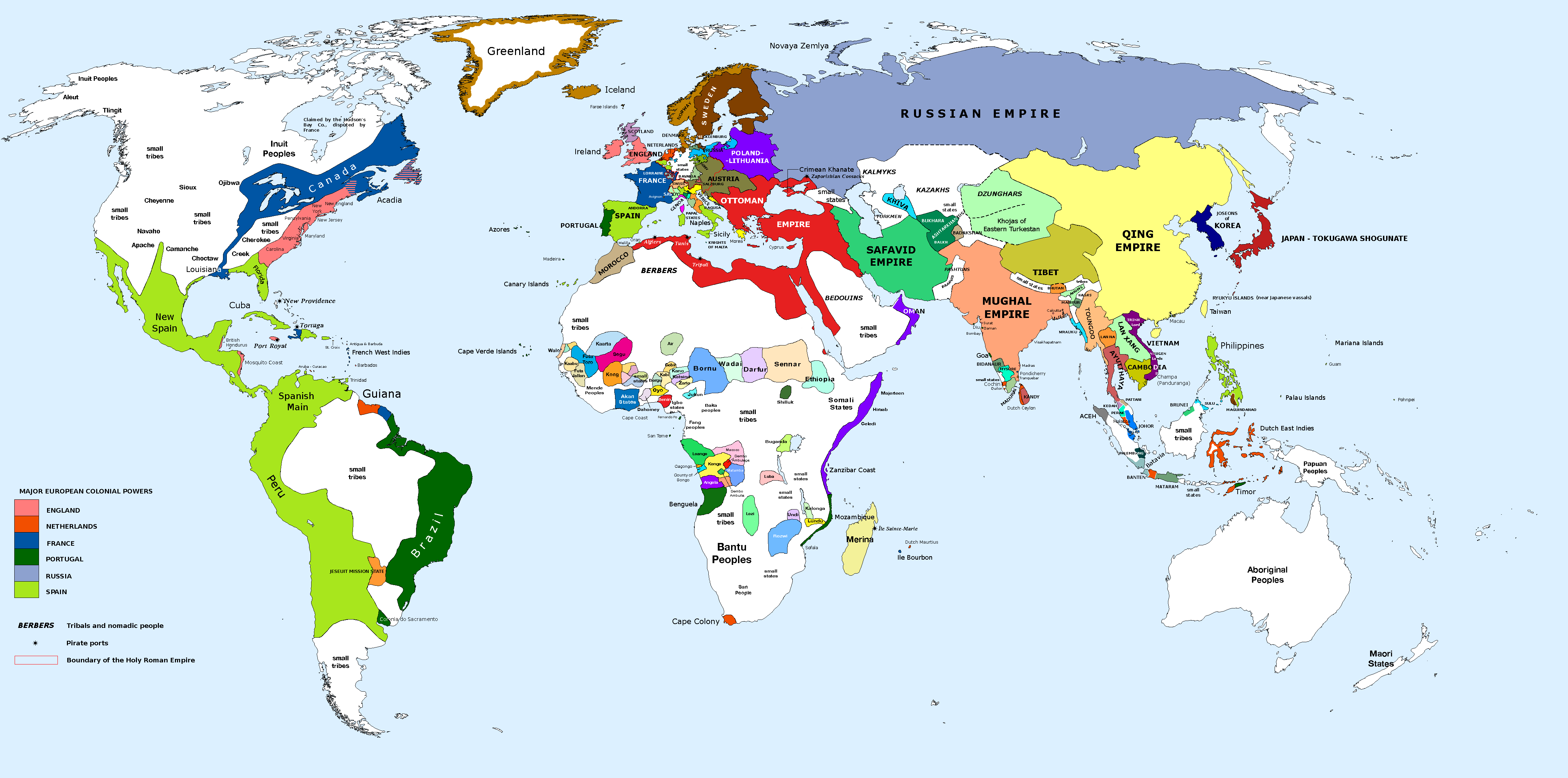
Політична карта світу на 1700 рік

Завдяки передовій вогнепальній зброї, вишколу піхоти, гарматним вітрильникам і бастіонним фортецям, які дозволяли утримувати території незначними силами, європейці змогли розпочати свою світову експансію. До пороху завоювання потребувало транспортування численних солдатів і припасів, тоді як руйнівну силу пороху можна було вмістити у звичайних бочках. Першою на початку XVI століття експансію розпочала Португальська імперія, яка завдяки гарматним кораблям почала справляти вплив на Індію й захопила частину Південної Америки, що пізніше стала Бразилією. Іспанська імперія в першій половині XVI століття розпочала масштабну експансію в Центральній та Південній Америці, знищивши Ацтекську імперію. На початку XVII століття новими морськими наддержавами стали Голландська республіка та Британська імперія. Порох мав вирішальний вплив на геополітику, змінивши стосунки між європейцями й рештою світу, як і характер ведення війн.
Між Європою та імперією Цін (Китай) також виникла низка суходільних імперій, які мали централізоване управління й активно використовували вогнепальну зброю, що дозволило їм активно розширюватись. Історик Маршалл Годжсон прозвав їх «пороховими імперіями». Першою з них у XIV столітті виникла Османська імперія. З часом вона почала успішно застосовувати вогнепальну зброю, підхопивши також і європейську тенденцію до створення великих бомбард, з допомогою яких під проводом султана Мехмеда II здолала Константинополь (1453), стіни якого вважались найкращою фортифікацією Європи. Османська імперія змогла захопити практично весь Арабський світ і значну частину Південної та Східної Європи.
Персидська імперія Сефевідів стала покладатись значною мірою на вогнепальну зброю за часів Аббаса I Великого (прав. 1588—1629), який винайняв радника-англійця та реорганізував армію, поділивши на рабів, мушкетерів і артилеристів. Індійська імперія Великих Моголів розвинулась завдяки хану Акбару (прав. 1556—1605), який зумів централізувати владу та перемогти своїх конкурентів за допомогою тренованої піхоти й важкої артилерії. Подібно й Московське царство за часів Олексія Михайловича (прав. 1645—1676) отримало професійну армію стрільців та артилеристів, що зрештою перетворило його на одну з найбільших суходільних імперій.

## Вихід пороху з ужитку
Протягом майже 900 років димний порох був єдиною ефективною вибуховою речовиною, доступною людству. Протягом другої половини XIX століття його швидко почали витіснювати нові сполуки: динаміт у гірничій справі, бездимні порохи в ролі метальної речовини вогнепальної зброї, гримуча ртуть у ролі ініціювальної вибухівки та пікринова кислота в ролі наповнювача фугасних снарядів. Основне застосування пороху залишилось у феєрверках, але також існують нішові завдання для нього в різних галузях.
|                                                           | Ця старовинна суміш має захопливу гнучкість, що забезпечує її адаптацію до завдань найрізноманітніших характерів. Так, у шахті вона має вибухати без метання; в гарматі — метати без вибуху; в снаряді вона виконує обидві мети одразу; в запалі, як і феєрверках, вона горить доволі повільно, без вибуху… Але як слузі для всіх завдань, їй бракує досконалості в кожному аспекті, а сучасна наука, озброєна кращими інструментами, поступово забирає собі цю давню галузь. |
| — Альфред Нобель, «епітафія» для димного пороху, 1875 рік | |

### Поява альтернатив

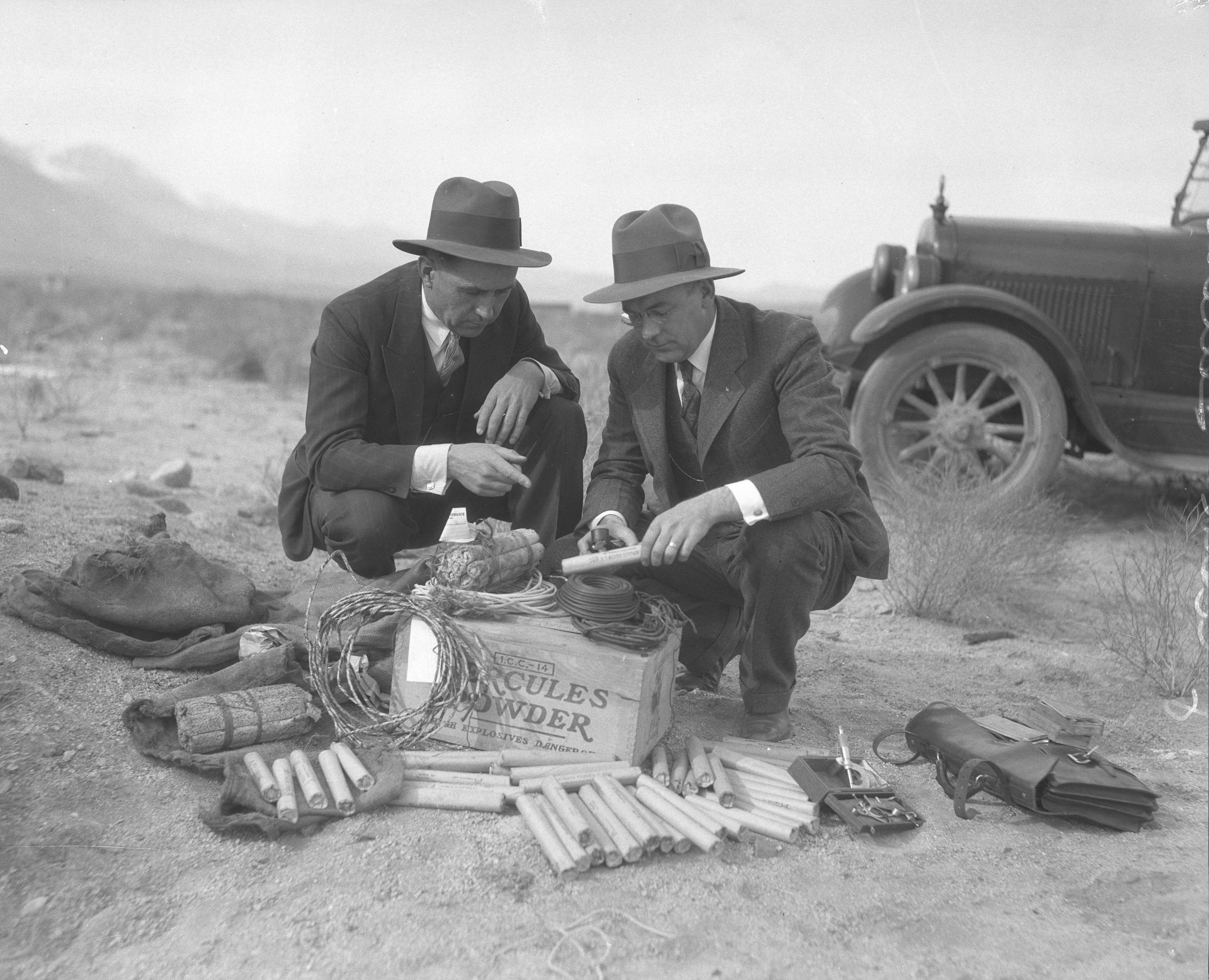
Динаміт, що значною мірою замінив димний порох у гірництві

На початку XIX століття англійський хімік Едвард Чарльз Говард описав процес виготовлення гримучої ртуті — вибухової речовини, чутливої до фізичного впливу. Спроби замінити нею порох завершились руйнуванням його лабораторії та пораненням, тож він закинув ці ідеї. Пізніше шотландський дослідник-аматор Александер Джон Форсайт вирішив розвинути ідею застосування цієї сполуки. Порохова полиця, призначена для підпалення основного метального заряду, ускладнювала процес заряджання, була причиною чутливості зброї до погоди й створювала затримку між натисканням на спусковий гачок і пострілом. Форсайт прагнув розв'язати цю проблему, замінивши порох на полиці гримучою ртуттю, й прийшов до конструкції з ударним курком. Так до середини XIX століття з'явились ударний капсуль і капсульний замок, що уможливили створення ефективних револьверів і казнозарядних гвинтівок.
1864 року шведський хімік і підприємець Альфред Нобель запатентував детонатор для нітрогліцерину, відкривши шлях для розвитку бризантних вибухових речовин, що потребували вибухового імпульсу для детонації. Якщо вибух пороху насправді є лише дуже швидким горінням (дефлаграцією), то вибух нітрогліцерину відбувається в сотні разів швидше й формує надзвукову ударну хвилю. Для утримання нітрогліцерину в стабільній формі Нобель використав діатоміт, отримавши надзвичайно ефективну бризантну вибухівку, що він її назвав динамітом і запатентував 1867 року. З 1870-х динаміт як вибухівка для гірництва почав поширюватись світом, витісняючи порох.

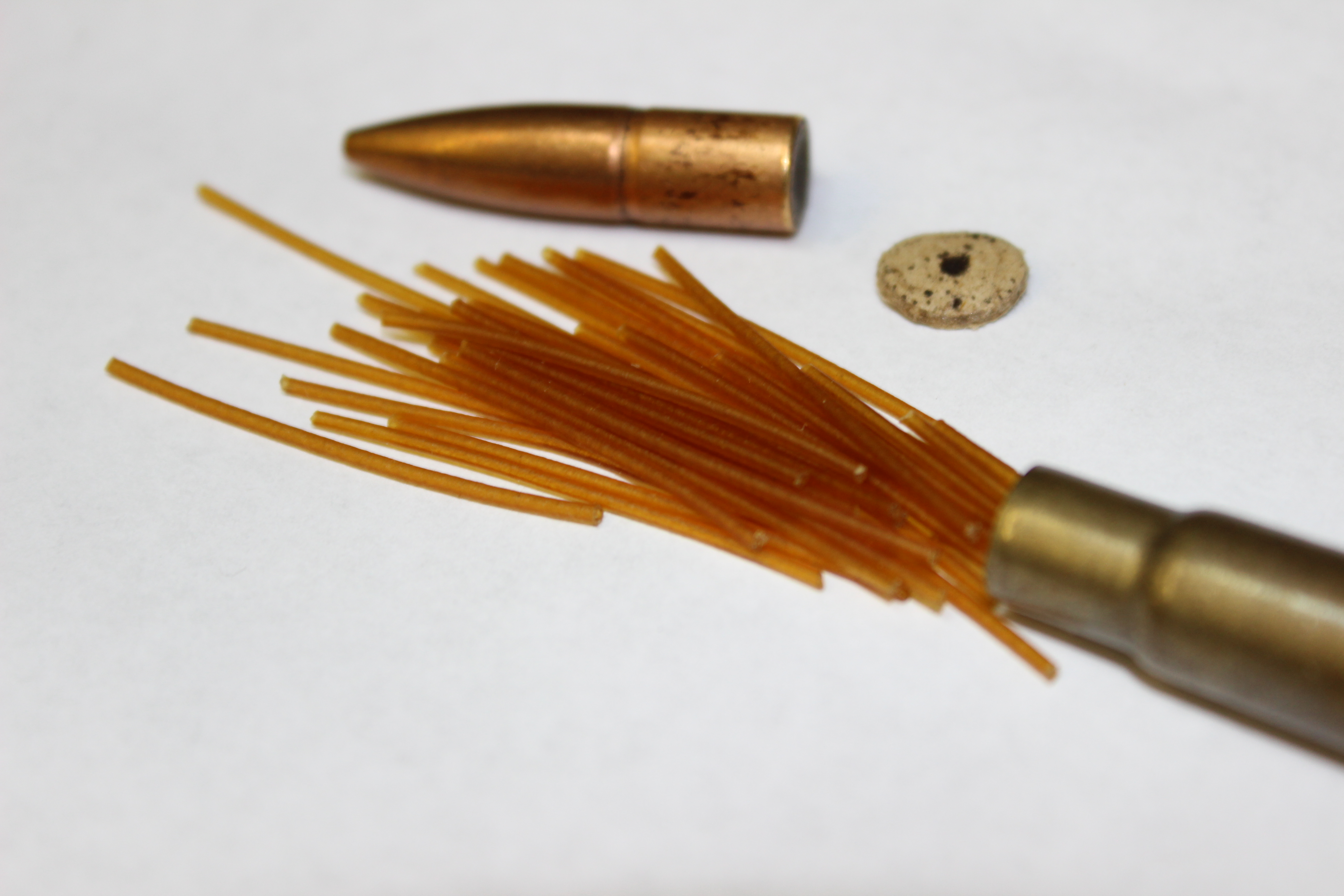
Кордит, один із бездимних порохів

Димний порох мав низку недоліків. Він вкривав канал ствола продуктами свого згоряння, які становили небезпеку та сприяли корозії, а тому ствол потребував регулярного чищення. Дим, що здіймався під час пострілу, виказував позицію та перекривав огляд гармашам і офіцерам. Передумовою для бездимного пороху була нітроцелюлоза, що її відкрив німецько-швейцарський хімік Крістіан Фрідріх Шенбайн у 1840-ві. Ця речовина була доволі небезпечна й призвела до численних інцидентів, хоча отримала обмежене застосування в гірництві, мінах і торпедах. Для застосування в ролі метальної речовини нітроцелюлоза потребувала стабільної форми. Першу таку ефективну речовину під назвою Poudre B створив 1886 року француз Поль Вієль. 1887 року Альфред Нобель розробив балістит, а 1889 року британці Фредерік Абель і Джеймс Дьюар винайшли кордит — один із найвідоміших і найпоширеніших бездимних порохів. Бездимні порохи почали набувати поширення з кінця 1880-х — початку 1890-х, особливо після японсько-цінської війни (1894—1895), однак димний порох і далі використовували за звичкою. Наприклад, у Другій англо-бурській війні (1899—1902) бури використовували бездимний порох для нападів з замаскованих позицій, спонукавши британців остаточно переходити на бездимний порох. У російсько-японській війні (1904—1905) японці використовували бездимний порох, тоді як росіяни покладались на коричневий порох, що виказував японцям напрямок вогню.
Існували й проміжні речовини між димними та бездимними порохами, що їх називають «напівдимними» або «гібридними». Наприклад, упродовж 1880—1890-х деякі країни, як то Німеччина, Велика Британія та Російська імперія використовували амонійний порох на основі аміачної селітри. Він видавав менший спалах при пострілі й був менш корозійний, однак був надзвичайно гігроскопічний і швидко псувався від вологи, тож не набув значного успіху, хоча й зазнав обмеженого застосування навіть у Першій світовій. Протягом першої половини XX століття певну популярність здобули напівдимні порохи для стрілецької зброї, знані під різними комерційними назвами, як King's Semi-Smokeless and Lesmok, що являли собою нітровану деревину чи бавовну, поєднану зі складниками димного пороху. Вони були менш корозійні за димний порох, але небезпечні в експлуатації.
У ролі наповнювача для фугасних снарядів порох замінила пікринова кислота, що з'явилась у середині 1870-х у Великій Британії та згодом поширилась арміями світу під різними назвами: Liddynite у Великій Британії, Granatfüllung 88 у Німеччині, «Сімозіт» у Японії тощо. Вперше ця сполука була застосована британцями 1898 року в битві під Омдурманом. Натомість у Німеччині 1902 року взяли на озброєння тринітротолуол (ТНТ), що був хоч і слабший, однак дешевший, нечутливий до вологи, менш токсичний, зручніший для формування зарядів і значно стабільніший за пікринову кислоту.
Протягом «довгого XIX століття» з'явилась значна кількість різних вибухівок для різноманітних задач. Відкритий 1786 року французьким хіміком Клодом Бертолле хлорат калію був потужніший і менш стабільний за порох, тому не годився для військового застосування, однак став у пригоді для піротехніки й гірництва разом з хлоратом натрію, перхлоратом калію та перхлоратом амонію. 1867 з'явилась перша вибухівка на основі нітрату амонію, що також поширилась у гірництві й стала основою для майбутніх амоналів.

### Використання після XIX століття

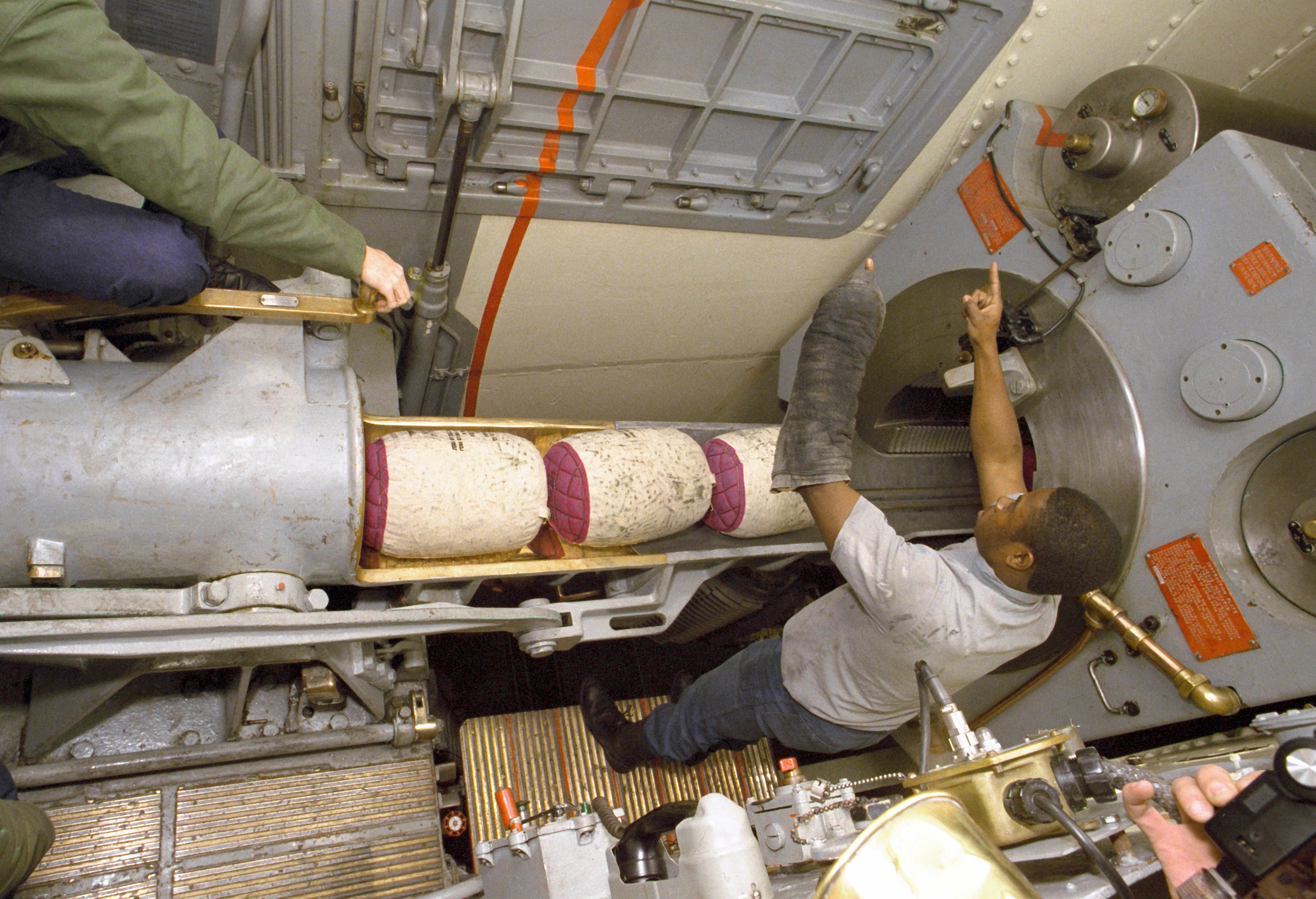
Заряджання 406-мм гармати лінкора «Айова». Червоні кишеньки на дні картузів — запалювальні заряди з димним порохом.

З початку 1900-х, коли нові вибухові речовини витіснили димний порох з його головних сфер ужитку, його основним застосуванням залишились феєрверки.

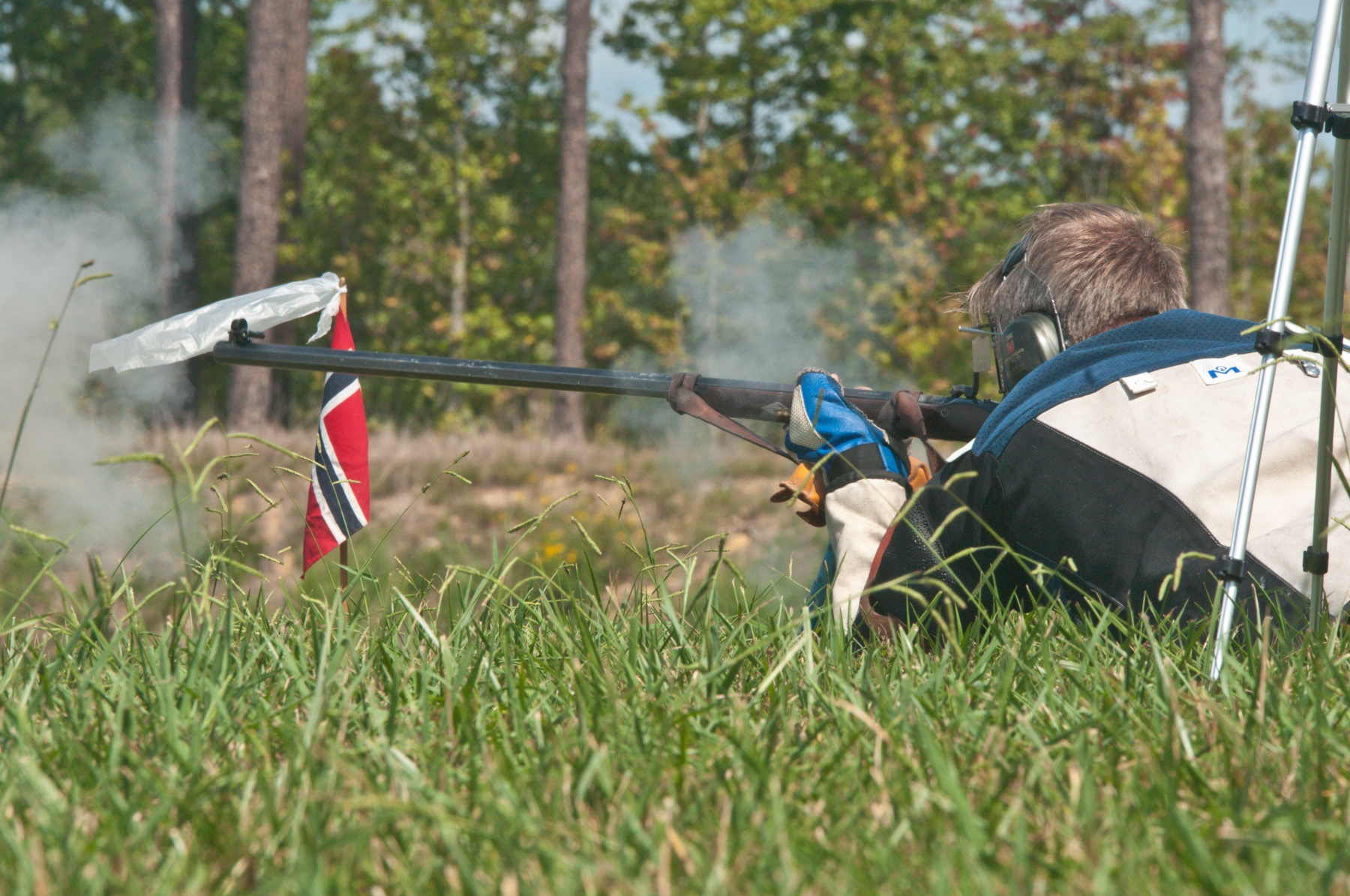
Спортсмен з дульнозарядною гвинтівкою

До 1920-х деякі спортсмени використовували димний порох для спортивної стрільби. Його й далі використовували в гірництві попри появу значно ефективніших бризантних вибухівок, як то динаміт. Окремі підприємства, особливо вугільні шахти, застосовували його аж до 1950-х. Навіть у XXI столітті його обмежено використовують у кар'єрах тоді, коли потрібен «м'який» підрив породи, а не її роздроблення бризантною вибухівкою. Ще одним застосуванням є піропатрони.
Як вибухівку розривних зарядів артилерійських боєприпасів димний порох ще використовували на початку XX століття паралельно з бризантними вибухівками, як от пікринова кислота, ТНТ тощо. Наприклад, його використовували в шрапнельних снарядах і снарядах загального призначення як основну вибухівку або разом з бризантною, як ТНТ, ліддит чи данніт для її ініціації. У цій ролі порох витісняли ефективніші бризантні вибухівки під час Першої світової й загалом витіснили до 1930-х.
Димний порох використовують у складі запальників артилерійських пострілів, оскільки він легко підпалюється й швидко горить, утворюючи тиск і температуру, що сприяють рівномірному запаленню основного метального заряду бездимного пороху. Запальники з димним порохом можуть бути присутні як у гільзових (зазвичай у капсульних втулках), так і в картузних (пришиті до картуза або вкладені мішечками чи трубками) пострілах. Маса запалювача залежно від калібру зазвичай перебуває в межах 0,5—5 % маси метального заряду. У цій ролі порох залишається актуальним і в 2020-ті роки.
У військовій справі димний порох донині використовують для вибивних зарядів, сповільнювачів, порохових петард і запобіжників у підривачах артилерійських боєприпасів і мін; метальних зарядів для лінеметів і сигнальних ракет, вогнепровідних шнурів, набоїв для відлякування птахів, холостих набоїв, і розривних зарядів у тренувальних снарядах. Відомо про застосування димного пороху для в ролі метального заряду для торпед у 1930-ті, а також його використовувала низка гранатометів XX століття, зокрема, німецький Panzerfaust і радянський РПГ-2.
Димний порох і далі застосовують мисливці, реконструктори та стрільці-любителі. Вже протягом першої половини XX століття існував інтерес до історичної зброї, однак саме після Другої світової почалось широке зацікавлення любителів історичними реконструкціями, колекціонуванням старовинної зброї та стрільбою з димним порохом. З'явились організації, що почали проводити тематичні заходи та спортивні змагання з такою зброєю; зокрема існує спортивна дисципліна з назвою muzzleloading, що в перекладі буквально означає «дульне заряджання». Підприємці почали виготовляти репліки старої зброї й цілком сучасні дульнозарядні варіанти, а також безпечніші замінники димного пороху. Одним із найпоширеніших замінників є Pyrodex, розроблений у 1970-ті американською компанією Hodgdon Powder Company, що має схожі з чорним порохом балістичні якості й аналогічний дим і запах, однак безпечніший і менш корозійний.

## Історія мирного застосування

### Феєрверки

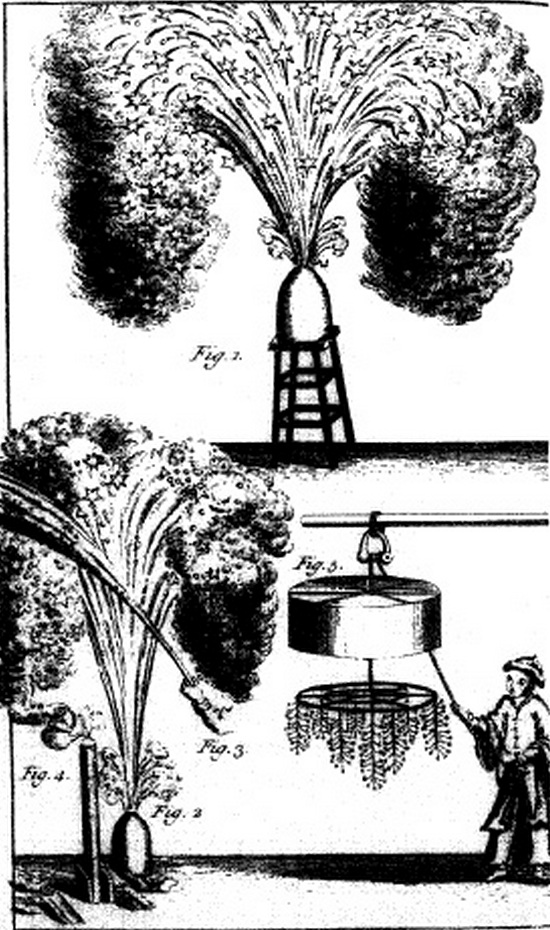
Європейське зображення XVIII століття, на якому показано китайські феєрверки

На Заході побутує хибне уявлення, ніби китайці використовували порох для петард за багато століть до його пристосування для військових потреб. Річ у тім, що в Китаї здавна був відомий ефект вибуху бамбукових стебел: при нагріванні повітря всередині септ розширювалось і видавало гучний ляск. Назва цього явища частково перейшла й до порохових петард (爆杖, бао чжан, букв. «вибухова палиця»; також 爆竹, бао чжу, букв. «вибухове стебло»), згадки про які трапляються з XII століття. З XIII століття кількість згадок петард і феєрверків (煙火, янь хо, букв. «димовий вогонь») істотно зростає, в XIV й XV століттях порох уже перебував у загальному доступі й феєрверки були поширені, хоча детальних описів дуже мало. В «Юаньшу Цзацзі» описано: «Феєрверки бувають багатьох видів: ті, що видають гучний звук, називаються “дзвінкими бомбами”. Ті, що злітають дуже високо, називаються “злітаючими вогнями”. Ті, що видають кілька вибухів у повітрі після запуску, називаються “трьома хвилями прибою”. Ті, що не видають багато шуму й не підіймаються, а крутяться колами, називаються “наземними пацюками”. Ті, що набиті вільно або туго, мають два різні способи вивільнення багатьох або кількох іскор (“квітів”), “рослин” або людиноподібних форм…»
До Європи феєрверки потрапили з Китаю чи Індії, ймовірно, від арабів. В арабських джерелах феєрверки трапляються ще в XIII столітті, де їх називають «китайськими квітами». Хасан аль-Рамма 1280 року писав про «вогняні машини, що їх використовують для розваг і практичних цілей». У Європі феєрверки поширились у добу Відродження, щонайменше з XVI століття. Наприклад, 1533 року для англійської королеви-консорта Анни Болейн влаштували виставу з драконом, що вивергав полум'я. У протестантській частині Європі поширились феєрверки-пристрої, що обертались або рухались на ракетній тязі й мали різноманітні ефекти. Там також, як і в Китаї, використовували металеві порошки для іскор.
Щонайменше з кінця XVIII століття з описів європейців відомо, що китайці вміли створювати кольорові феєрверки. Вони могли існувати й раніше, оскільки ще 1412 року у військовому компендіумі «Холунцзін» було описано створення військових сигнальних димів п'яти кольорів: синьо-зелений (індиго, порох), білий (свинцеве білило, порох), червоний (свинцевий сурик, селітра, пек, смола), пурпуровий (кіновар, порох, конопляна олія) та чорний (буре вугілля, гледичія, порох). Ці речовини фарбували дим, але не полум'я. Натомість у «Хосілюе» («Трактат про феєрверки»; 1753 рік) містяться рецепти порохових феєрверків з кольоровим вогнем: жовтий (сульфіди арсену), фіолетовий (бавовняні волокна), зелений (вердигрис та індиго), бузково-білий (карбонат свинцю), білий (каломель), чорний дим (соснова сажа та смола). На Заході кольорові феєрверки почали поширюватись у XIX столітті, а розвиток хімії сприяв різноманіттю та видовищності цієї розваги. Зокрема, 1786 року французький хімік Клод Бертолле відкрив вибухову речовину хлорат калію, що пізніше ефективно доповнила порох, а 1801 року французький піротехнік Клод Рюжжері описав вплив солей металів на колір вогню та диму.

### Гірництво
Джозеф Нідем припускав, що в Китаї могли використовувати порох у гірництві між XI та XVI століттями, однак дуже обмежено. Достеменно відомо про застосування пороху 1541 року для підриву пород при роботах на Великому китайському каналі. Про використання під час видобування корисних копалин відомо дуже мало, тож імовірно, воно було малопоширене. Причинами цього була недоступність для гірників якісного гранульованого пороху, складність буріння гірської породи, ризик підпалення накопиченого в шахтах метану та доступність здавна відомого методу терморозміцнення породи за допомогою вогню.
У Європі відомі нечисленні й часто непідтверджені згадки про підрив скель із середини XVI століття до початку XVII століття. Першим масштабним застосуванням пороху для цивільного інженерного проєкту стало будівництво Лангедокського каналу у Франції, що завершилось 1681 року. Ця подія задала тенденцію на наступні 200 років — спочатку канали, а потім залізниці, отримали можливість швидкого руйнування твердої породи вибухом.
Піонером буропідривних робіт був австрієць Каспар Вайндль (нім. Kaspar Weindl). 1627 року він припустив, що можна видобувати ресурси, розколюючи гірську породу вибухом. Йому дозволили займатись цим біля угорського Шемніца (нині Банська Штявниця, Словаччина) в скелі, занадто твердій для звичайного кайлування. Підхід Вайндля швидко поширився Європою й поступово вдосконалювався: початково це було ручне буріння й набивання шпура, 1665 з'явились картонні контейнери для пороху, 1686 винайдено машину для буріння. До 1831 року буропідривні роботи були надзвичайно небезпечні через складність у запалюванні пороху. 1831 року англієць Вільям Бікфорд винайшов вогнепровідний шнур, начинений порохом, що суттєво підвищило безпеку при підриві. З 1870-х років порох у гірництві був швидко витіснений ефективнішим для цієї ролі динамітом, що його винайшов шведський хімік Альфред Нобель, хоча димний порох продовжували активно використовувати в гірництві аж до 1920-х.
У XXI столітті димний порох обмежено використовують у кар'єрах тоді, коли потрібен «м'який» підрив породи, а не її роздроблення бризантною вибухівкою.

## Історія впливу на науку й технології
Історик Джон Десмонд Бернал стверджував:
|  | Передусім вплив пороху на науку, а не на війну, найбільше наблизив Машинну еру. Порох і гармата не лише підірвали середньовічний світ економічно та політично; вони були головними силами в знищенні його системи ідей. Оригінальний текст (англ.) Ultimately it was the effects of gunpowder on science rather than on warfare that were to have the greatest influence in bringing about the Machine Age. Gunpowder and cannon not only blew up the medieval world economically and politically; they were major forces in destroying its system of ideas. |

### Розуміння природи горіння

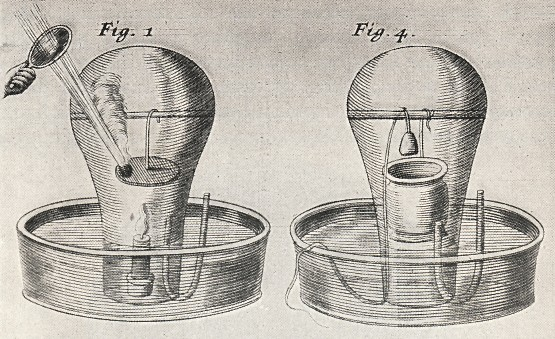
Досліди Джона Мейоу (1674)

Порох відіграв дуже важливу роль у розумінні природи горіння й справив вплив на Наукову революцію в Європі 17 століття. Деревне вугілля при згорянні залишало лише золу, тож вважалось ідеальним пальним для вогню. Сірку здавна пов'язували з займистістю та вогнем, називавши це «сірчаним принципом». Натомість роль селітри була для вчених загадкою. Попри налагоджене виробництво та поширене військове застосування, люди не мали уявлення про те, як і чому порох працює. Наприкінці доби Відродження мислителі розуміли, що арістотелівські елементи та алхімія не дають ґрунтовних відповідей. До вжитку почав входити організований експеримент. Теоретики в університетах почали досліджувати роботу виробників пороху, феномен якого не могли зрозуміти, що зрештою привело до встановлення зв'язку між технологіями та наукою.
Двоє англійських дослідників, Роберт Гук і Роберт Бойл, проводили досліди щодо займання речовин у вакуумі. Свічки та сірка у вакуумі не горіли. Натомість порох, покладений на розпечену металеву пластину, займався у вакуумі. Було зрозуміло, що повітря важливе для горіння, однак належного пояснення для пороху не було. Бойл припустив, що селітра «збуджує випари, які імітують повітря», однак це не відповідало жодним тогочасним уявленням про матерію. Його робота 1661 року The Sceptical Chymist («Скептичний хімік») заклала основи сучасної хімії, хоча він і не зміг обґрунтувати хімічні процеси при згорянні пороху.
Гук пов'язав експерименти Бойла з двома іншими феноменами. Першим було описане Бірінґуччо кальцинування металів при нагріванні, другим — необхідність повітря для дихання, доведене смертю миші при її поміщенні у вакуум. Він вважав, що обидва явища пов'язані зі згорянням. Він припустив, що вогонь спричиняє деяка субстанція, що є і в повітрі, і в селітрі, а при згорянні частина займистого матеріалу розчиняється в повітрі. Відтак 1665 року він прийшов до революційного для хімії висновку, що вогонь не є елементом. Його думку щодо процесів під час згоряння пороху розвинув Джон Мейоу, який припустив існування деякого «нітро-повітряного духу» (англ. nitro-aerial spirit лат. spiritus nitroaereus), частинки якого при взаємодії з частинками сірки створювали полум'я й тепло. Однак ця теорія на певний час поступилась погляду Ґеорґа Ернста Шталя, сформульованому 1703 року, в якому за горючість відповідала деяка субстанція, названа флогістоном. Цю концепцію зміг поставити під сумнів 1772 року французький хімік Антуан-Лоран Лавуазьє, котрий з'ясував, що вогонь є хімічною реакцією з деякою субстанцією, наявною в повітрі та селітрі, яку назвав оксигеном.

### Розуміння природи руху

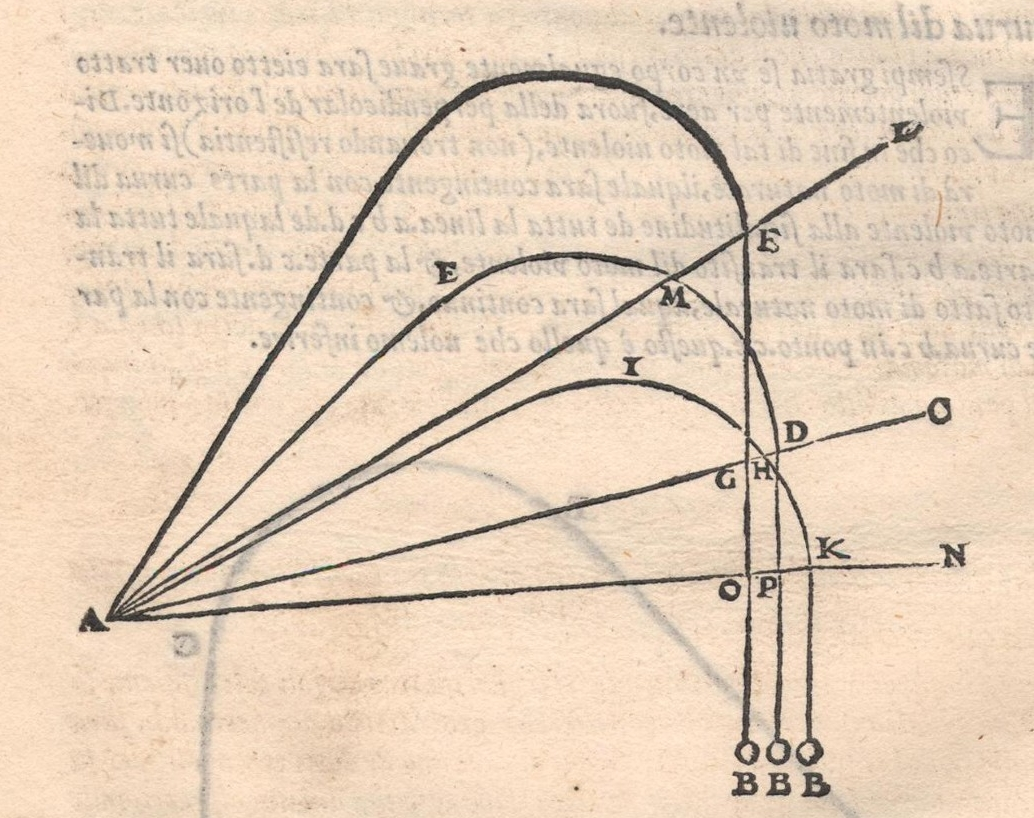
Уявлення Нікколо Тартальї про траєкторії снарядів у роботі Nova Scientia (1537)

Порох також зацікавив мислителів у дослідженні природи руху тіл, у динаміці. Ще 1540 року Ванноччо Бірінґуччо припустив, що вогонь займає вдесятеро більше простору за повітря, повітря — аналогічно більше за воду, вода — за землю. Він вважав, що переходячи у стан вогню та повітря, порох збільшувався в об'ємі та завдяки тиску виштовхував снаряд. 1531 року італійського математика Нікколо Тарталью один артилерист запитав щодо того, під яким кутом стріляти з гармати для найбільшої віддалі пострілу. Він зацікавився цим питанням і вирішив застосувати математику для дослідження руху, започаткувавши нову галузь фізики — балістику. За результатом дослідів він склав першу балістичну таблицю й винайшов артилерійський квадрант для визначення кута піднесення ствола.
Наприкінці 16 століття балістика зацікавила іншого італійського вченого Ґалілео Ґалілея. Він здогадався розділити сили, прикладені до снаряда, на складники: силу вибуху, що виштовхує снаряд з гармати, та силу тяжіння, що тягне снаряд донизу. На основі обрахунків він прийшов до висновку, що снаряд завжди рухається передбачуваною кривою — параболою, що залежить лише від кута піднесення ствола та сили пострілу. Наприкінці 17 століття Ісаак Ньютон досліджував рух планет, порівнюючи його з рухом гарматного ядра, запущеного з гори.

### Вплив на машинерію

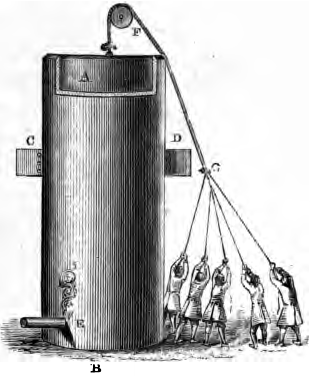
Прототип порохового двигуна Гюйгенса (1682)

Нідерладський вчений Хрістіан Гюйгенс у 1670-ті міркував про те, що деяка робота потребує компактно накопиченої та транспортабельної енергії. Він прийшов до висновку, що така енергія міститься в пороху та захопився ідеєю порохового двигуна. Одним із його прагнень було впровадження мирного застосування для заперечення диявольської сутності, що її приписували пороху протягом століть. Він збудував кілька дослідних зразків, але зіштовхувався з численними проблемами. Попри неуспіх порохового двигуна, він привів до значно кращої ідеї. Один із помічників Гюйгенса, французький учений Дені Папен, розвинув ідею теплового двигуна в бік використання пари від нагрітої води. Папен створив паровий автоклав, що став одним із передвісників парового двигуна.